# Personaggi di Persona 4
Questa è la lista dei personaggi che compaiono in Persona 4, e nei vari remake e spin off del titolo (ad eccezione di quelli di Shin Megami Tensei: Persona 3 che saranno presenti in Persona 4 Arena).

## Personaggi principali
Sono i membri del Team di Investigazione, la squadra che essi fondano per indagare sui casi di omicidio e i misteri riguardo al mondo della Tv. La loro unione forma un Social Link dell'Arcano del Matto, che avanzerà di rango con l'aggiunta via via di nuovi membri e facendo passi in avanti nella risoluzione del mistero (massimizzato si otterrà la fusione di Loki). Una volta massimizzato tale Social Link, in un punto cruciale e decisivo della trama, esso si evolve in quello dei "Cercatori della Verità", dell'Arcano del Giudizio, che si svilupperà fino al suo massimizzarsi che avverrà una volta risolto il caso e ottenuto il Finale Buono o quello Vero (massimizzato si otterrà la fusione di Lucifero).

### Protagonista/Yu Narukami/Souji Seta
Doppiato da : Daisuke Namikawa (voce giapponese), Johnny Yong Bosch (voce inglese)
È il protagonista del gioco. In Persona 4 e Persona 4 Golden sarà il giocatore a dargli un nome, anche se gli altri personaggi si rivolgeranno quasi sempre a lui con appellativi come "Senpai", " Sensei" o, nel caso di Nanako, "Fratellone" . Egli è un giovane diciassettenne dai capelli a caschetto grigi, abbastanza alto e magro che si trasferisce, per motivi di lavoro dei suoi genitori, per un anno dallo zio Ryotaro Dojima nella cittadina rurale di Inaba e qui frequenta il suo secondo anno scolastico alla Yasogami High School. Prima di giungere ad Inaba, tuttavia, egli viene convocato nella Stanza di Velluto da Igor e la sua assistente Margaret, che lo avvisano di un'imminente catastrofe che sta per giungere nel suo destino, e che dovrà risolvere entro quell'anno un grande mistero, oppure, in caso contrario, il suo destino sarebbe stato segnato in negativo.
Solitamente egli indossa la sua divisa scolastica, che consiste in una giacca e pantaloni neri, ed una camicia bianca, mentre nei giorni festivi sotto la giacca nera indosserà un dolcevita grigio; durante l'estate egli invece indossa una maglietta bianca a maniche corte e pantaloni marroni; in inverno, al di fuori della scuola, ha un cappotto bianco, una sciarpa bianca e nera ed un paio di guanti neri.
In Persona 4 e Persona 4 Golden non lo si sentirà mai parlare, eccetto quando evoca la sua Persona durante la battaglia, e la sua personalità è basata sulle scelte che il giocatore intraprende nei dialoghi e nelle azioni, che possono farlo apparire neutrale e di carattere gentile, oppure dotato di un particolare e bizzarro senso dell'umorismo, oppure molto ingenuo e insicuro. Nel manga (dove prende il nome di Souji Seta) ha un carattere molto maturo (infatti viene più volte evidenziato l'uso di un registro linguistico troppo formale e distaccato), ma inizialmente anche solitario e pessimista, che col tempo, però, cambia grazie gli altri personaggi con cui stringe amicizia. Nell'anime, in cui prende il nome Yu Narukami (come in "Persona 4 Arena"), ha generalmente un atteggiamento molto calmo, cortese e tranquillo, anche se in alcuni casi appare quasi privo di emozioni e ingenuo, risultando in molte situazioni anche eccessivamente diretto e inconsapevolmente freddo nelle risposte e nell'approccio con le altre persone. Trascorrendo però il tempo con gli amici a scuola e nelle missioni di salvataggio delle vittime del Mondo della Tv, egli si apre sempre di più agli altri e si affeziona ai suoi compagni, sviluppando, col passare dei mesi, il timore e la paura di non rivederli una volta che dovrà nuovamente tornare a vivere con i suoi. Giunto il 21 marzo, dopo quasi un anno dal suo arrivo ad Inaba, il Protagonista lascerà la cittadina e saluterà i suoi amici, e lo spirito con cui ciò accadrà varierà in base al finale ottenuto dal giocatore. Se si otterrà il Finale Neutro, in cui il vero colpevole non è stato scoperto e, quindi, il mistero non è stato risolto, gli animi saranno visibilmente malinconici; nel caso, invece, del Finale Buono, il mistero sarà stato risolto, il colpevole sconfitto e arrestato, e gli amici (e tutti coloro con cui il giocatore ha massimizzato il Social Link) gli daranno un ultimo saluto con gioia, con la promessa che si sarebbero rivisti. Nel Vero Finale, invece, il Protagonista affronterà e supererà la sua paura di perdere i suoi amici, e nella battaglia finale contro Izanami, l'entità dietro tutta la serie di eventi che ha coinvolto Inaba, grazie al loro contributo troverà la forza di sconfiggere quest'ultima e assicurare davvero la pace sia per il mondo reale, che per quello di Teddie, e così, il giorno dopo, vi sarà la stessa scena del Finale Buono, ma con la voce di Teddie che assicura che un giorno si sarebbero tutti rivisti.
In Persona 4 Golden in aggiunta al Vero Finale, se si sarà salvata Marie prima di sfidare Izanami, vi sarà un ulteriore Epilogo. Nell'estate dell'anno successivo, il Protagonista torna ad Inaba dove nel frattempo vi sono stati tanti cambiamenti e vi è un clima più solidale e allegro. Accolto dai suoi amici, con essi in seguito va a mangiare a casa dello zio Ryotaro, che gli annuncia che è vicino alla risoluzione del caso della morte della moglie e che Nanako ha deciso di seguire le orme di quest'ultima, iniziando a prendere lezioni di pianoforte; durante questo pranzo, in televisione, comparirà Marie che sarà diventata una famosa annunciatrice delle previsioni del tempo e lo saluterà, rivelando che, sfruttando il suo potere, gli ha assicurato un ritorno ad Inaba soleggiato, e, nel caso si sarà massimizzato il suo Social Link e si sarà deciso di intraprendere una relazione con lei, gli rivelerà il suo amore. L'Epilogo si concluderà, dunque, con tutti i suoi amici che gli daranno il bentornato e lui sorriderà.
Nello stesso titolo vi sarà, inoltre, la possibilità di incappare in un Finale Negativo, nel caso il Protagonista riesca ad intuire chi è il vero colpevole ma, poiché possiede con quello un Social Link di alto rango, decide di non rivelare a nessuno dei suoi amici i suoi sospetti, e il mistero rimarrà irrisolto. Il 20 marzo, quindi, andrà direttamente ad affrontarlo faccia a faccia, e qui rivelerà di appoggiare le sue azioni, e il colpevole, per averne la prova, lo spingerà a bruciare con un accendino una delle lettere minatorie che gli aveva inviato, e l'unica prova della sua colpevolezza, condannando quindi Inaba e l'umanità ad un terribile destino.
Il Protagonista possiede l'Arcano del Matto e il Jolly (che gli permette di poter accogliere in sé più di una Persona), ma durante la battaglia contro Izanami egli riceve, dall'unione dei forti legami che ha creato, l'Arcano del Mondo che permette l'evoluzione del suo originale Persona, Izanagi, in Izanagi-no-Okami.
Come armi, invece, egli può possedere oggetti di grossa taglia come la mazza da golf (prima arma disponibile del gioco) o grosse spade, come la katana.
In Persona 5 Royal è affrontabile una sua versione cognitiva nella battaglia sfida DLC "FOGGY DAY".

### Yosuke Hanamura
Yosuke Hanamura (花村陽介?, Hanamura Yōsuke )
Doppiato da : Shōtarō Morikubo (voce giapponese), Yuri Lowenthal (voce inglese)
Ragazzo diciassettenne dai lunghi e spettinati capelli castano chiaro. Come il protagonista, anch'egli non è originario di Inaba e vi si è trasferito (6 mesi prima gli eventi del gioco), ed è il figlio del proprietario del Junes, il gran centro commerciale della cittadina.
Solitamente può essere visto indossare la sua divisa scolastica, sotto la quale porta una maglia bianca e il colletto rosso, e il suo tratto maggiormente caratteristico saranno le cuffie arancioni e rosse che quasi sempre porterà al collo. Al di fuori della scuola, in estate indosserà semplicemente la maglia bianca, mentre negli altri periodi dell'anno porterà anche una camicia bianca al di sopra di essa.
Egli ha un carattere molto allegro e affabile, anche se molte volte è un po' maldestro ed è continuamente alla disperata ricerca dell'amore di una ragazza; frequenti sono le gag divertenti in cui ha battibecchi, in particolare con Teddie e Chie. Tuttavia Yosuke, durante il gioco, dimostrerà, nelle situazioni dure, anche di saper essere serio, e manifesterà un grande affetto per tutti i suoi compagni del Team di Investigazione (in particolare per il Protagonista), e sarà sempre pronto a spronare e tenere alto il morale nel gruppo.
La sua maggior paura è quella di rimanere solo e di annoiarsi in una piccola cittadina come Inaba, perché abituato ai ritmi più frenetici e vivaci della grande città. Rimarrà, inoltre, molto sconvolto e soffrirà tantissimo quando verrà a conoscenza della morte di Saki Konishi, che era una delle dipendenti del Junes della quale era innamorato. La seconda volta che lui e il Protagonista entreranno nel Mondo della Tv per indagare sul caso della defunta studentessa, giungono proprio nel negozio dei liquori della famiglia Konishi, e qui egli è costretto ad ascoltare la voce di Saki che esprimerà il suo segreto odio sia per il Junes, che ha mandato in rovina gli affari del negozio di famiglia, sia proprio per lui, infastidita dalle lusinghe e le attenzioni che le ha sempre riservato. A quel punto comparirà l'Ombra di Yosuke che inizierà a prendersi gioco di lui, rinfacciandogli che egli sfrutta le altre persone solo per non sentirsi da solo, per non annoiarsi e che, quindi, l'unico motivo per cui vuole cimentarsi nell'investigazione è per trovare divertimento e un qualcosa da fare, per poi prendersi i meriti e poter passare per un eroe, se le cose fossero andate per il verso giusto. L'Ombra quindi demolisce facilmente le sue deboli obiezioni per poi affermare che sa tutto ciò che pensa perché entrambi sono la stessa persona. Yosuke, tuttavia, furiosamente rifiuta di accettare quest'ultima affermazione, e così l'Ombra, quando il ragazzo gli urlerà "Tu non sei me", si trasformerà in una grossa rana dal colore mimetico e le zampe palmate nere, sopra la schiena della quale vi è una figura umanoide nera dalle grandi mani guantate gialle e una mantellina rossa, che tenterà di attaccare lui e il Protagonista. Alla fine, una volta sconfitta l'Ombra, Yosuke, con iniziale riluttanza, grazie anche all'aiuto del Protagonista e Teddie, riuscirà a trovare la forza di accettare la verità e ammetterà che quello è una parte di sé di cui si vergognava, e così l'Ombra si trasforma e il ragazzo accoglie nel suo cuore Jiraiya, la sua Persona, figura umanoide dalla testa nera simile a quella di una rana, con degli shuriken come occhi e su una mano, un vestito bianco e pantaloni a zampa di elefante con le pieghe dai colori mimetici.
Il suo Social Link appartiene all'Arcano del Mago, e nel corso dello stesso egli dovrà superare le difficoltà dell'essere figlio del direttore del Junes, per cui da una parte i negozianti del distretto commerciale non lo vedranno di buon occhio e sparleranno di lui alle sue spalle, dall'altra alcuni dipendenti del centro commerciale cercheranno di avere trattamenti di favore da lui e continueranno a tartassarlo con continue richieste, arrivando addirittura a rinfacciargli le attenzioni che dedicava a Saki. La scomparsa della ragazza sarà per lui un dolore che continuerà a bruciare, proprio perché era stata lei la prima con cui aveva legato non appena trasferitosi, e che aveva cominciato a fargli piacere Inaba. Una volta, comunque, massimizzato il Social Link, Yosuke si rende conto che deve superare la morte di Saki e deve continuare a vivere perché, afferma, nonostante i suoi tentativi di risultare speciale, solo continuando a condurre una vita serena può davvero diventare speciale per qualcuno; egli, inoltre dichiara di non odiare più Inaba, né di ritenerla noiosa, da quando ha stretto amicizia con i suoi compagni, in particolare col Protagonista. Proprio a quest'ultimo confessa di averlo sempre invidiato, perché lui era sempre stato speciale, e proprio per questo motivo gli chiede di colpirlo, cosicché sarebbero stati eguali. Dopo che i due intraprendono un breve scontro fisico, che solidifica il loro rapporto d'amicizia, Yosuke gli consegna una fascia (Buddy's Bandage) e, guardando il cielo, rivolgendosi a Saki, le promette che egli continuerà a vivere senza mentire né cercare di ingannare se stesso. In seguito a ciò, la forza di accettare e superare il suo dolore e le sue debolezze gli permettono di far evolvere il suo Persona Jiraiya in Susano-o, umanoide con una tuta viola, attorniato da una grossa lama circolare, occhiali scuri, barba lunga e fluente e una fiamma rossa sulla sua testa. Portando il suo Social Link al massimo rango si otterrà la fusione di Mada. A quanto pare, audio non utilizzati suggeriscono che Yosuke sarebbe potuto essere un interesse amoroso per Il Protagonista che però è stato rimosso all' ultimo minuto per motivi sconosciuti. In Persona 4 Golden, poi, dopo aver rivelato al Protagonista che egli vuole continuare ad aiutare coloro che dipendono da lui, e che gli stanno a cuore, per poter essere fiero di sé e per rendere felici coloro che aiuta, il suo Persona subirà una seconda evoluzione e diverrà Takehaya Susano-o che, a differenza della sua forma precedente, sarà vestito di una divisa da pompiere, avrà una sfera di fuoco sulla testa e altre due seghe circolari più piccole sotto i piedi.
In battaglia usa armi doppie di piccolo taglio come coltelli, piccole spade o kunai; raggiunto il terzo rango del suo Social Link, inoltre, se un nemico sarà ko e altri sono ancora in piedi, egli potrà compiere il suo follow-up attack "Yosuke Assault", in cui girerà su se stesso e compirà un colpo critico sui nemici.
Sarà inoltre il protagonista del manga Persona 4 The Magician in cui, oltre agli eventi del gioco, viene raccontato più nel dettaglio la sua vita, il suo trasferimento ad Inaba, i suoi rapporti con gli amici, con Saki e col protagonista; il manga si concluderà poi con un adattamento della scena del raggiungimento del massimo rango del suo Social Link.

### Chie Satonaka
Chie Satonaka (里中千枝?, Satonaka Chie)
Doppiata da : Yui Horie (voce giapponese), Tracey Rooney (voce inglese in Persona 4), Erin Fitzgerald (voce inglese in Persona 4 Golden, Persona 4 Arena, Persona 4 Animation, Persona Q: Shadow of the Labyrinth, Persona 4: Dancing All Night, BlazBlue: Cross Tag Battle)
Ragazza diciassettenne dai capelli castani a caschetto. Alla Yasogami High indossa la divisa femminile, sopra la quale, però, porta sempre una giacca sportiva verde dalle linee gialle dal colletto alto adornata con alcuni distintivi; durante l'estate ella, invece, indosserà semplicemente la sua divisa bianca e nera, e si legherà la giacca alla vita. Al di fuori della scuola, sotto la giacca, indossa un top bianco, sotto al quale ha altre due magliette: una a strisce bianca e nera, e l'altra azzurra; porterà inoltre pantaloncini blu, una collanina con un cristallo viola e stivali verdi. In estate, invece, porterà un semplice top verde e due polsini variopinti. Durante l'evento del "Festival estivo" ella indosserà uno yukata bianco con un motivo variopinto e un fusciacca arancione; durante quello di Capodanno, invece, indosserà un kimono bianco con un motivo floreale rosa e le maniche azzurre, un obi (cintura) rosso e dorato e alcuni fiori tra i suoi capelli.
Chie è una persona molto allegra, solare, piena d'energia e di ottimismo, ghiotta di spiedini di carne e si presenta solitamente con un carattere da maschiaccio, come dimostra, ad esempio la sua passione per i film di kung fu e di azione, che le hanno accresciuto un'indole battagliera e combattiva, anche se comunque dimostra anche qualche atteggiamento femminile, come ad esempio la sua passione per lo shopping e la sua paura per gli insetti e fulmini. Tipici e ricorrenti saranno i battibecchi con Yosuke, che continuamente malmenerà quando quello affermerà qualcosa di offensivo o che la farà irritare, o quando scoprirà che quello le ha rotto il disco del suo film di kung fu "Dal Giappone con furore" .
La sua più grande debolezza è proprio la sua femminilità, che la porterà ad avere un complesso d'inferiorità per la sua amica d'infanzia Yukiko e il successo che questa riscuote nei ragazzi, mentre ella, per la sua personalità, li scoraggia ad avere un approccio romantico con lei (seppure segretamente vi saranno non pochi pretendenti, tra i quali Kou Ichijo).
Questa sua debolezza e parte repressa della sua personalità viene rivelata mentre lei, il Protagonista e Yosuke entreranno nel dungeon castello per salvare Yukiko. Dopo essere corsa via alla disperata ricerca dell'amica, ed essere stata in seguito raggiunta dai due amici, ella ascolta la voce di Yukiko mentre afferma di essere inutile e che solo grazie a lei è sempre andata avanti e ha avuto un motivo per vivere, e che ha sempre invidiato il carattere solare dell'amica, che l'ha sempre amorevolmente protetta. A questo punto interviene l'Ombra di Chie che riderà di tutto ciò che la voce di Yukiko ha precedentemente detto, e rivela l'invidia che la ragazza ha sempre provato per la femminilità e il successo dell'amica con gli uomini, e che quindi ella, non potendo vincere come ragazza, è sola e patetica, e gode del fatto che l'amica dipenda così tanto da lei, così da poter ritenersi migliore di lei. In seguito, dopo che la ragazza si sarà rifiutata di accettare la sua Ombra, questa si trasformerà in una figura gialla con una maschera da boia, armata di frusta, un lungo mantello nero e che siederà sopra sue tre copie dalla pelle impallidita. Sconfitto l'Ombra, Chie, con l'aiuto dei suoi due amici, riuscirà ad accettare quella parte nascosta di sé, e lo sforzo del suo cuore per fare ciò le permetterà di ottenere il Persona Tomoe, che ha l'aspetto di una donna muscolosa dai capelli lunghi neri vestita di una tuta gialla ed armata di un naginata. 
Il suo Social Link è dell'Arcano del Carro, e durante esso Chie porterà il Protagonista ad allenarsi con lei sull'argine del fiume Samegawa, e durante tali allenamenti egli avrà la possibilità di conoscerla sempre di più, come quando quella gli racconta del giorno in cui conobbe Yukiko, che tirò su di morale dopo averla vista triste perché i genitori non volevano che ella possedesse un cane (quest'ultimo lo prenderà in custodia Chie), o di quando fa la conoscenza con Takeshi, un vecchio compagno delle medie interessato a Yukiko, che in seguito salverà dall'aggressione di una banda di bulli, con i quali dopo qualche tempo tornerà a confrontarsi mentre minacciano un bambino. Il capo della banda, quindi, provoca Chie affermando che se avesse osato intervenire sarebbero successo qualcosa di brutto a Yukiko, ma nonostante tutto la ragazza mantiene il sangue freddo e riesce a scacciare i bulli senza attaccarli. Una volta, quindi, raggiunto il 9º rango del Social Link si potrà avere la possibilità di decidere se fidanzarsi o meno con la ragazza, e la volta seguente, dopo l'allenamento sull'argine, i due si vedono nella stanza del Protagonista (se si sarà deciso di intraprendere una relazione con lei. In caso contrario si rimarrà sull'argine del Samegawa) e qui, dopo aver consegnato al Protagonista un paio di polsini (Wristbands) simili ai suoi, gli rivela che, seppure non sa ancora quale obiettivo porsi nella vita, ha deciso di adoperare il suo potere non solo per se stessa, ma anche per aiutare e proteggere gli altri, e la forza del suo cuore per arrivare a tale presa di coscienza permette al suo Persona Tomoe di evolversi in Suzuka Gongen, vestito da samurai e con un naginata dalle lunghe lame rosse. Portando il suo Social Link al massimo rango si potrà otterrà la fusione di Futsunushi.
In Persona 4 Golden, in seguito, rivelerà di star iniziando ad impegnarsi seriamente nello studio poiché afferma di voler capire maggiormente il mondo dato che tutto è legato alla sua vita, e, in generale, è cambiato in lei la prospettiva su tutto ciò che la riguarda, e il legame con i suoi amici e la sua famiglia le danno la forza di andare avanti e di credere in se stessa, e quindi di intraprendere la strada del suo futuro. Grazie a ciò il suo Persona si evolverà nuovamente e diverrà Haraedo-no-Okami, che a differenza della sua pre-evoluzione ha un grosso pennacchio sull'elmo. Infine il giorno prima della partenza del Protagonista Chie gli rivela che, spinta dal suo forte desiderio di proteggere le persone, ha deciso di voler divenire un poliziotto sotto la guida del detective Dojima.
In Persona 5  se si accende la TV il 9 dicembre è possibile trovarla intervistata come agente di polizia, insieme a Akihiko Sanada e Katsuya Suō.
Le armi con cui compie attacchi fisici sono calzature rinforzate, come i gambali, con cui mette in pratica le sue mosse di Jeet Kune Do. Raggiunto il terzo rango del suo Social Link ella potrà compiere durante la battaglia il follow up attack " Galactic Punt", in cui spedirà via un nemico con un potente calcio.

### Yukiko Amagi
Yukiko Amagi (天城雪子?, Amagi Yukiko)
Doppiata da : Ami Koshimizu (voce giapponese), Amanda Winn Lee (voce inglese)
Ragazza diciassettenne di bell'aspetto dai lunghi capelli neri con la frangetta, tra i quali porta un cerchietto rosso. Ella è celebre ad Inaba soprattutto per il fatto che è un membro della famiglia che gestisce l'illustre pensione Amagi, che è destinata ad ereditare (farà anche un piccolo cameo 2 anni prima, quando è ancora una studentessa delle medie, in Persona 3 Portable, in cui scorterà la protagonista femminile e le altre ragazze all'albergo). 
Alla Yasogami, sopra la divisa porterà un cardigan rosso (suo colore preferito), e le sue gambe saranno coperte da un collant nero; normalmente ella invece indossa un vestito rosso con un foulard dello stesso colore al collo, e stivali neri e lunghi. Durante l'estate alla Yasogami sarà vestita alla stessa maniera (semplicemente la sua camicetta sarà sbottonata e non porterà il collant, ma solo un paio di calzini corti bianchi), mentre, fuori dalla scuola, indossa una maglia nera a maniche corte, sotto la quale ne ha un'altra bianca, come la gonna. Durante l'evento del Festival, invece, indossa uno yukata viola con un obi rosa. In inverno, in Persona 4 Goden, ella indosserà anche un cappotto beige, e durante l'evento di Capodanno indosserà un kimono rosso con motivi floreali.
Yukiko è una ragazza molto intelligente e studiosa, e proprio per questo motivo, oltre per la sua bellezza, è molto popolare tra i ragazzi; ella però ha un carattere parecchio timido ed introverso, e respingerà tutte le avance che riceve (nella scuola, infatti, sarà celebre la "Sfida Amagi" che tutti i ragazzi si ritroveranno a perdere, rifiutati dalla ragazza). All'inizio del gioco comparirà molto raramente e il Protagonista avrà poche opportunità di conoscerla e parlare con lei, dato che sarà sempre impegnata ad aiutare i suoi genitori per gestire la pensione Amagi, e proprio da ciò nasce la sua più grande paura: quella di non avere il controllo della sua vita. Con il fardello di dover ereditare l'albergo di famiglia, ella è sempre costretta a lavorare per essere una degna erede, imparare l'etichetta e gli usi, e deve sacrificare quasi sempre la sua vita sociale e l'opportunità di potersi relazionare con i suoi coetanei. L'unica con cui è legata è Chie, di cui è amica fin dall'infanzia, ma che nonostante sia sempre pronta ad aiutarla e proteggerla, ben presto si rende conto che non può aiutarla a scappare da una vita che, per lei, è come una prigione. Nell'anime, per un breve periodo, possiede un canarino di cui si occupa amorevolmente, finché un giorno questo scappa via dalla sua gabbietta, rattristando la giovane che, comparandosi al volatile, si rende conto che quello è riuscito a scappare dalla sua prigionia, a differenza sua.
Dopo che verrà rapita e spedita nel Mondo della Tv, il Protagonista, Yosuke e Chie correranno in suo soccorso entrando nel castello che ha creato. Una volta attraversato tutto il dungeon la troveranno mentre si confronta con la sua Ombra, vestita da principessa, che le rinfaccerà di odiare tutto ciò che la sua vita è, e che è troppo debole per riuscire a scappare lontano ed uscire dalla sua prigionia da sola, aspettando che un principe giunga per lei per liberarla e portarla via. E così, quando Yukiko si rifiuterà di accettare le cose dette dalla sua Ombra, rinnegandola, questa si trasforma in un enorme volatile rosso dentro una gabbia. Al termine della battaglia gli amici l'aiuteranno ad accettare il suo lato nascosto, con Chie che si scusa per non essere riuscita a supportarla nonostante fosse sua amica, e ammette di essere sempre stata invidiosa di lei e di tutto ciò che aveva che lei non aveva mai avuto, e che anch'ella ha bisogno di lei per riuscire ad andare avanti. In risposta Yukiko afferma che anch'ella non si era mai preoccupata di conoscere veramente l'amica, perché troppo occupata a cercare una facile via d'uscita, e così trovata la forza di ammettere la veridicità delle cose dette dall'Ombra, questa si trasforma nel Persona Konohana Sakuya, umanoide dalla veste rosa e bianca, viso dai connotati da volatile, e ali composte da grandi penne rosa chiaro.
Dopo essere stata salvata ed essersi aggiunta al Team di Investigazione, ella inizia ad aprirsi maggiormente agli altri, e mostra i bizzarri lati del suo carattere, come quello di scoppiare facilmente a ridere anche per giochi di parole banali, o il fatto che in molti casi si mostra svampita e mal interpreta le conversazioni altrui. In particolare ella stringe amicizia col Protagonista, con cui apre il Social Link dell'Arcano della Papessa, durante il quale confida di voler andare via da Inaba, rifiutando di prendere in eredità la pensione Amagi e di star quindi muovendosi per studiare e trovare un lavoro part-time per potersi trasferire. In seguito dimostra di essere negata a cucinare, dopo aver fatto assaggiare un suo piatto al Protagonista (e ciò sarà il motivo conduttore di una gag ricorrente che coinvolge non solo lei, ma anche le altre ragazze del gruppo, incapaci di cucinare), e quindi col tempo gli altri membri della pensione Amagi l'aiuteranno a migliorare le proprie capacità culinarie. Col tempo, però, dovendo confrontarsi con una troupe che, facendo forza sul caso di Mayumi Yamano, che aveva alloggiato alla pensione Amagi, cerca di screditare il locale, si rende conto che ci tiene a quel luogo, e all'ottavo rango del Social Link, trova la forza di arrabbiarsi e scacciare in malo modo la troupe difendendo la pensione Amagi e tutti coloro che ci lavorano. In seguito Yukiko chiederà al Protagonista perché continui a passare il tempo con lei, e il giocatore può dare a quello l'occasione di dichiararsi e intraprendere con lei una relazione amorosa. Infine, giunto al 10º rango il SL, nel caso ci si fidanzi con lei, chiederà al Protagonista di poter venire nella sua stanza, e qui gli confiderà che ha deciso di continuare a studiare e a lavorare per prendere in eredità la pensione Amagi, e che è stata a lungo egoista non accorgendosi del grande affetto e l'amore di cui è stata circondata dai suoi familiari e i lavoratori dell'albergo. Così dunque  Konohana Sakuya si trasforma nel Persona Amaterasu, una figura femminile senza volto e calva dalla pelle dorata, attorniata da una lunga fascia di ali di color grigio metallico con ai bordi due grandi fiori, ed armata con due katana; in seguito gli consegna un amuleto del santuario (Shrine Charm), dichiarando che con quello avrebbe potuto dargli sempre la sua protezione. Portando il suo Social Link al massimo rango si otterrà la fusione di Scathach.
In Persona 4 Golden, anche Yukiko potrà avere la possibilità di far evolvere una seconda volta il proprio Persona. Dopo aver confidato al Protagonista che, in occasione del "Giorno del Cliente", ha avuto modo di rendersi ancor di più di quante persone care ha al suo fianco che lei, col suo desiderio cieco e irrazionale di scappare via, non aveva mai notato e che ora vuole ricambiare con lo stesso affetto, ottiene Sumeo-Okami, che rispetto al precedente Persona avrà lunghi capelli fluenti e anche il mantello alato diverrà dorato e più grande.
In Persona 5 se si accende la TV il 14 dicembre è possibile trovarla intervistata riguardo alla pensione Amagi e di come la sua bellezza sia uno dei motivi principali per vedere il posto.
In combattimento ella adopererà negli scontri fisici in genere ventagli che lancia e che le ritornano indietro; al terzo rango può compiere il follow up attack "Fan Assault", in cui lancerà la sua arma contro il nemico compiendo un attacco critico. Inoltre se lei e Chie saranno reclutate nel gruppo, in seguito ad un Assalto in cui una o più Ombre rimarranno ancora in piedi, le due eseguiranno l'attacco combinato "Twin Dragons" in cui evocheranno i loro due Persona, si formerà un cerchio magico attorno alle Ombre, dal quale fuoriuscirà un drago dorato che serpeggerà attorno a loro, e infine comparirà un grosso e lucente giglio che può infliggere il colpo di grazia ai nemici.

### Kanji Tatsumi
Kanji Tatsumi (巽 完二?, Tatsumi Kanji )
Doppiato da : Tomokazu Seki (voce giapponese), Troy Baker (voce inglese in Persona 4, Persona 4 Golden, Persona 4 Arena, Persona 4 Animation dall'episodio 1 al 13), Matthew Mercer (voce inglese in Persona 4 Animation, dall'episodio 14 in poi, Persona 4 Arena Ultimax, Persona Q: Shadow of the Labyrinth, Persona 4: Dancing All Night, BlazBlue: Cross Tag Battle)
Kanji è uno studente quindicenne del primo anno della Yasogami High. È un ragazzo molto alto e dal fisico robusto, dai capelli biondi, occhi grigi (nell'anime saranno invece azzurri), piercing sul naso e sulle orecchie, e una vistosa cicatrice al lato dell'occhio sinistro. A scuola, al disotto la giacca della sua divisa, porta una maglia blu con un teschio sopra, un pantalone nero e scarpe marroni; in genere invece porterà una giacca di pelle nera sotto il quale si intravede una maglia gialla. In estate invece egli indossa una semplice canottiera nera con un disegno fiammante sopra, che lascia intravedere sulla spalla sinistra il tatuaggio di un teschio (seppure in altri casi in cui la sua spalla è visibile, esso non vi sarà), e un paio di pantaloni marroni; in inverno egli invece porterà un pullover viola e la giacca nera in spalla e, come divisa, anche un paio di guanti neri e un pullover marrone. Nell'epilogo di Persona 4 Golden, inoltre, si scoprirà che i suoi capelli sono originariamente neri e che ha smesso di tingerseli di biondo, ed inoltre porta gli occhiali.
Nelle sue prime apparizioni egli viene descritto come un tipo rude e violento, che anche il detective Dojima conosce in quanto si dice sia riuscito a tenere testa fisicamente ad un'intera gang di motociclisti, di cui poi è divenuto capo. Il Team di Investigazione, dopo averlo visto comparire sul Midnight Channel, si muoverà per evitarne il rapimento e pedinandolo, scopre che quello è costantemente vicino ad un misterioso ragazzo dal berretto blu. Il piano però fallirà miseramente in quanto Kanji si accorgerà di loro e li inseguirà furioso, e il giorno seguente verrà rapito e finirà nel Mondo della Tv. Per poter, quindi, localizzare il suo dungeon, il gruppo parlerà proprio con il misterioso ragazzo che rivelerà di non conoscere particolarmente Kanji, con cui aveva avuto modo di parlare solo un paio di volte, ma rivelerà che quello aveva reagito in maniera bizzarra quando gli aveva fatto notare che era un tipo strano. Proprio grazie a tale indizio, il Team tornerà nel Mondo della Tv e permetterà a Teddie di individuarlo, in un dungeon simile ad una sauna, il "sospetto paradiso tropicale". Qui si imbatteranno nell'Ombra di Kanji, seminudo e dagli atteggiamenti spinti ed effeminati, che rinfaccerà contro il vero Kanji tutti i lati nascosti della sua personalità, dichiarando che l'atteggiamento da duro e da violento è solo una maschera per celare e tenere repressa la sua vera personalità, e la causa maggiore di ciò sono le donne, che affermerà di odiare perché si erano sempre presi gioco di lui e lo avevano bollato come strano quando scoprivano il suo lato sensibile, o la sua passione per il cucito, e che quindi lui preferisce gli uomini in quanto non sono così infimi, e mette quindi in dubbio la sua sessualità. Così, dopo che Kanji rifiuterà in maniera secca di ammettere che quello è una parte di sé, l'Ombra si trasformerà in una sua versione più grande e muscolosa nera attorniata da un bouquet di rose e che brandisce due simboli di Marte, e affiancato da altre due Ombre muscolose e dagli atteggiamenti effeminati. Una volta sconfitto, esso tenterà di partire di nuovo all'attacco, ma verrà fermato proprio da Kanji che lo metterà al tappeto con un pugno e finalmente riuscirà ad accettare che quello è una parte di sé, dichiarando che però la sua paura non era solo per le donne, ma in generale di essere rifiutato e non accettato per quello che realmente è, e risveglierà il Persona Take-Mikazuchi, enorme umanoide robotico nero con il disegno di uno scheletro su tutto il corpo, e armato di un grosso bastone a forma di saetta.
Egli, desideroso di scoprire colui che l'ha rapito, in seguito si aggrega al Team di Investigazione, e inizierà ad esprimere più apertamente il suo lato sensibile agli altri, e mostrerà anche di essere alquanto ingenuo e svampito, e non poche volte faticherà a seguire i ragionamenti del Team sui casi; tuttavia nei momenti più duri egli risolleverà e spronerà gli altri, prima che possano cedere e si facciano abbattere dalle difficoltà. Durante la serie, inoltre, saranno ricorrenti le gag in cui la sua sessualità verrà messa in dubbio, in particolare da Yosuke; tuttavia quando si verrà a scoprire che il misterioso ragazzo dal berretto blu, Naoto, è una ragazza, Kanji manifesterà chiaramente una cotta per lei.
Il suo Social Link è dell'Arcano dell'Imperatore e potrà essere aperto dopo che il Protagonista avrà deciso di confrontarsi con Kanji, dopo aver sentito da una ragazza a scuola che egli ha compiuto atti di bullismo; egli respinge tali accuse e rivela inoltre che anche le dicerie secondo cui egli sia capo di una gang di motociclisti è falsa e montata solo per la sua apparenza da delinquente (come specificato durante il gioco e l'anime, si è scontrato con la gang perché, a causa del rumore delle loro moto, essi disturbavano il sonno della madre), e durante il Social Link, dunque, si confiderà sempre di più con il Protagonista e dimostrerà i tratti fragili della sua personalità, la sua voglia di andare oltre l'etichetta con cui viene bollato dalle altre persone, e la sua passione nel creare piccoli pupazzetti; in particolare inizierà a farne per un bambino che gli chiederà aiuto perché ha smarrito il pupazzetto di una sua compagna di scuola. La riconoscenza che il piccolo manifesta per il suo gesto, lo spinge negli ultimi livelli del suo SL a vendere i suoi pupazzetti nel negozio di tessuti della madre. Raggiunto il massimo rango, Kanji consegna al Protagonista un portachiavi a forma di coniglietto ("cute strap") fatto da lui, e gli confessa che il padre, prima di morire, gli aveva detto che doveva essere forte per essere un vero uomo, e che per questo aveva sempre agito in maniera rude e violenta; alla fine, però, si è reso conto che non era quello che suo padre intendeva, e che per essere forte, egli deve smettere di mentire a se stesso e agire secondo la sua vera personalità, senza temere il giudizio altrui, che, però, ammette di non aver mai tentato di far realmente cambiare con i suoi modi bruschi e irruenti, e che quindi si sarebbe sforzato maggiormente per farsi capire e apprezzare dalle persone. In questa maniera il suo Persona si evolve e diventa Rokuten Maho, umanoide robotico rosso e blu, con un paio di lunghi e appuntiti baffi, e armato con una grossa spada.  Portando il suo Social Link al massimo rango si otterrà la fusione di Odino. In Persona 4 Golden egli parlerà nuovamente col protagonista per farsi consigliare un regalo da fare alla madre, per poterla ringraziare per i sacrifici e la forza di aver sopportato un figlio come lui, nonostante le avesse causato tanti problemi e preoccupazioni, e per avergli detto che è fiera di lui; per questo ringrazierà nuovamente l'amico per averlo aiutato a cambiare e che grazie a lui ha deciso di vivere lottando per non mentire a se stesso, e rendere fieri i suoi amici e sua madre. Ciò gli permetterà di far evolvere nuovamente il suo Persona, ed ottenere Takeji Zaten, di colore bianco e più nerboruto rispetto alla forma precedente.
Nell'epilogo inoltre rivelerà che, dato il successo delle vendite dei suoi pupazzetti al negozio della madre, ha deciso di dare lezioni su come cucirli.
Essendo, per età, il più piccolo del gruppo, in Persona 4 Golden egli sarà l'unico a non ottenere il patentino e uno scooter, e a guidare quindi una bicicletta.
In battaglia egli negli scontri fisici usa armi contundenti come sedie o scudi. Può, inoltre, compiere il follow-up attack "Atomic Press" nel quale, con una potente onda d'urto, stordirà con un attacco critico tutte le Ombre.

### Rise Kujikawa
Rise Kujikawa (久慈川 りせ?, Kujikawa Rise)
Doppiata da : Rie Kugimiya (voce giapponese), Laura Bailey (voce inglese in Persona 4, Persona 4 Golden, Persona 4: The Animation, Persona 4 Arena, Persona 4 Arena Ultimax e Persona Q: Shadow of the Labyrinth), Ashly Burch (voce inglese in Persona 4: Dancing All Night)
Ragazza sedicenne, conosciuta anche col soprannome "Risette" (" Risechi" in giapponese). È una giovane super star molto celebre e amata, che decide di trasferirsi ad Inaba e lavorare nel negozio di tofu della nonna dopo aver annunciato una pausa dallo show business.
Ella ha capelli castani acconciati a formare due lunghe trecce ondulate. A scuola e nel Mondo della Tv ella indossa la sua divisa scolastica, sotto la quale porta un dolcevita bianco, mentre normalmente sopra quest'ultimo avrà una maglia arancione. In estate ella, invece, indosserà un top arancione e un pantalone bianco. Nell'epilogo porterà un paio di occhiali dalla montatura rosa e avrà i capelli sciolti.
Poiché la sera prima del suo arrivo ad Inaba appare nel Midnight Channel, il Team di Investigazione va nel negozio di tofu per metterla in guardia del pericolo che rischia di correre; qui scoprono una ragazza molto più tranquilla e taciturna di quella carismatica vista in Tv, che dice loro di conoscere già il misterioso canale, e che quella comparsa la sera precedente non era lei, ma comunque li ringrazia per averla messa in allerta. Poiché, però, quella stessa sera la ragazza apparirà più chiaramente nel Midnight Channel, il giorno dopo il gruppo decide di agire per evitare che possa essere rapita, e con l'aiuto del detective Adachi sorvegliano il negozio e catturano un uomo sospetto appeso ad un palo, che in seguito si rivelerà, però, un semplice fan accanito di Rise; nell'inseguire l'uomo, nel frattempo, la ragazza viene rapita. Così dunque il gruppo, costretto a raccogliere informazioni per permettere a Teddie di individuare il luogo in cui è intrappolata e salvarla, vengono a conoscenza da un paparazzo che la sua maggiore paura è che a nessuno importi conoscere la sua vera lei. Dopo aver attraversato il dungeon creato da Rise, simile ad uno strip club, alla fine la troveranno mentre si confronta con la sua Ombra (nell'anime sarà circondata da tante altre copie di sé), in bikini e dagli atteggiamenti provocanti ed ambigui, che esprime tutto il suo odio per il personaggio montato di Risette, l'unico per cui gli altri sono interessati a lei, e quindi ella è stufa e vuole "mettere a nudo se stessa" agli altri cosicché possano amarla per come è realmente, e quando la ragazza lo rinnegherà, si trasformerà in una ballerina di pole dance variopinta col viso a forma di antenna. Essa darà filo da torcere al Team e, dopo aver scannerizzato ogni Persona dello stesso, arriverà quasi a sconfiggere il gruppo di ragazzi; prima che possa dare il colpo di grazia interviene Teddie, che non riuscirà ad analizzare, e che con una gran esplosione d'energia lo sconfigge. Una volta finita la battaglia Rise accetterà la sua Ombra ammettendo che le cose dette da quello sono vere, e che ha compreso che non esiste una vera ed unica lei, ma che è un insieme di tutte le sfaccettature del suo carattere. Preso coscienza di ciò acquisisce il Persona Himiko, figura femminile con un lungo abito da sera bianco ed una parabola come faccia, con la quale scannerizzerà i nemici, e che userà subito dopo per aiutare gli altri protagonisti nella battaglia contro l'Ombra di Teddie.
In seguito si unisce al Team di Investigazione, mostrando un carattere molto dolce, allegro, energico ed emotivo, anche se a volte un po' immaturo, capriccioso ed eccessivamente possessivo e, soprattutto, manifesterà un forte interesse per il Protagonista, approfittando di tutte le situazioni possibili per stargli sempre accanto e mostrargli il suo amore (a prescindere se si deciderà, o meno, di intraprendere una relazione con lei).
Il suo Social Link sarà dell'Arcano degli Amanti, durante il quale Rise inizialmente prenderà la decisione di abbandonare definitivamente il mondo dello spettacolo respingendo i tentativi del suo manager Inoue di convincerla a ripensarci; confiderà, inoltre, al Protagonista che da piccola era vittima di bullismo ed era sempre sola, finché non ha avuto l'opportunità di entrare nel mondo dello spettacolo, grazie al quale ha imparato a diventare più solare e fare amici, rendendosi conto, però, che l'unico motivo per cui riusciva a farlo è solo perché la gente era interessata a Risette. Rimarrà, comunque, visibilmente infastidita quando sentirà che una sua coetanea, Kanami Mashita (detta "Kanamin"), sta attirando fama e attenzione e la gente la riterrà migliore e più vera di Risette e quando, poi, verrà a sapere dall'ex manager che quella ha preso anche il suo posto come attrice principale di un film in cui doveva esserci lei, e leggerà le lettere di una sua appassionata fan, le sue certezze crolleranno e scoppierà a piangere dicendo di aver perso tutto (se il Protagonista sceglierà di consolarla abbracciandola, si legherà ad una relazione d'amore con lei). Alla fine, massimizzato il suo SL, ella riuscirà ad accettare che Risette è una parte di sé, e che per questo non vuole più scappare dalla verità, e, dopo aver consegnato al Protagonista una sua foto autografata ("Signed Photo"), dichiara che in primavera tornerà nello show business, e che accetterà tutte le sfaccettature della sua personalità, senza provare a scappare e rinnegare nessuna di esse, e permettendo anche ai fan di conoscerle tutte. In questa maniera il suo Persona si evolverà in Kanzeon, che avrà un vestito a strisce bianche e nere con uno spacco, ed un'ulteriore antenna dietro la schiena. Portando il suo Social Link al massimo rango si otterrà la fusione di Ishtar.
In Persona 4 Golden più tardi confiderà che la sua fan, a causa di una sua amica, ha deciso di smettere di seguirla e mandarle lettere, ma Rise, nonostante sarà molto amareggiata e triste, afferma di non voler mollare e di non lasciarsi buttare giù dato che ha tanti altri fan che dipendono da lei e che lei vuole rendere felici, e sa anche che nel profondo anche la sua vecchia fan continuerà a seguirla. Così il suo Persona raggiungerà la terza forma, Kouzeon, con la testa a forma di grosso cannocchiale, dotato di sei braccia, e attorniato da cerchi concentrici con delle sfere, simili all'insieme di orbite dei pianeti del sistema solare.
Rise non prenderà mai direttamente parte alle battaglie, tuttavia sarà utile alla squadra attraverso incarichi di intelligence, analizzando le debolezze e le mosse dei nemici, facendo aumentare i danni di un Assalto, o sfruttando i potenziamenti della sua Persona (che otterrà via via con l'aumentare di rango del suo Social Link) che potranno permetterle, ad esempio, di soccorrere gli HP o gli SP dei compagni nelle situazioni critiche. Una volta, inoltre, aggiuntasi al Team di Investigazione, sostituirà Teddie nel ruolo di individuare nuovi dungeon.
In Persona 5 è possibile trovare a Shibuya delle pubblicità sul suo nuovo album "Sapphire" (si può ottenere un poster dell'album passando del tempo con Ann Takamaki a Harajuku) insieme all'album "Dropkick" della rivale Kanami. Se si accende la TV il 1° di luglio è possibile trovare un'intervista dove afferma che il suo nuovo singolo è basato su "amore maturo" e che ha guadagnato del sex appeal da quando è diventata ventenne (confermando che Persona 5 sia ambientato quattro anni dopo Persona 4: Dancing All Night) e il 30 novembre che è entrata in un periodo di pausa, forse per la sua apparenza attraente data dal potere del tofu (implicando che avrà preso la pausa per aiutare la nonna col negozio di tofu).

### Teddie
Teddie (クマ?, Kuma)
Doppiato da : Kappei Yamaguchi (voce giapponese), Dave Wittenberg (voce inglese in Persona 4), Sam Riegel (voce inglese in Persona 4 Animation, Persona 4 Golden, Persona 4 Arena, Persona Q: Shadow of the Labyrinth, Persona 4: Dancing All Night, BlazBlue: Cross Tag Battle)
Conosciuto in giapponese col nome "Kuma", è una sorta di orso basso, paffuto e dai grandi occhi, con una grossa cerniera attorno al collo, che lo fanno sembrare una mascotte. I protagonisti si imbatteranno in lui la prima volta che finiscono nel Mondo della Tv, dal quale li scaccerà subito facendo apparire una serie di televisori e spingendoli all'interno per farli tornare al mondo reale. La seconda volta che il Protagonista e Yosuke torneranno lì, quello inizialmente sospetterà che siano loro a gettare le persone nel suo mondo, e li invita a smettere poiché le Ombre diventano aggressive quando ciò accade. Quando si convincerà che quelli non sono i veri colpevoli, li aiuterà nella loro indagine rivelando che il suo mondo è influenzato dal loro mondo, e li scorta nel negozio di liquori in cui Saki Konishi è stata attaccata ed uccisa dalle Ombre. Qui assiste alla scena in cui il Protagonista risveglia il suo Persona Izanagi e sconfigge un paio di Ombre e, strabiliato dalla sua forza e il suo potere, nutrirà un gran rispetto per lui e inizierà a chiamarlo "Sensei"; diverso sarà, invece, il rapporto con Yosuke con cui ha subito battibecchi e discussioni, al culmine di uno dei quali tirerà la sua cerniera e lo aprirà, rivelando che all'interno è vuoto.
Teddie ha un carattere sempre molto giocherellone, spensierato, in vena di giochi di parole (in particolare, nella versione inglese, con la parola "bear" ) e battute quasi mai apprezzate (neanche da Yukiko), e un'indole parecchio donnaiola. Dopo aver conosciuto i ragazzi, tuttavia, inizia a porsi sempre più interrogativi sulla sua esistenza e la sua identità, che col passare del tempo lo affliggeranno sempre di più e nutriranno anche la sua solitudine quando il Team non è nel mondo della Tv; col tempo, inoltre, egli si sentirà sempre più inutile, dato il potere limitato del suo fiuto. Ha, comunque, modo di riscattarsi nella battaglia contro l'Ombra di Rise in cui, quando questa sta per eliminare il Team, spinto dal timore di ritornare ad essere solo, si caricherà di potere e rilascerà un'enorme esplosione di energia che sconfiggerà l'Ombra, anche se "sgonfierà" il suo pelo. Quando, però, le cose sembrano volgere per il meglio, sentendo da Rise che non esiste una vera parte di sé, Teddie perde il controllo e crea una sua Ombra, che è una versione gigantesca e più mostruosa di sé, con occhi più realistici, che gli dice che i suoi tentativi di scoprire la verità e la sua identità sono tutti vani ed inutili, perché non la otterrà mai, e perché non vale la pena conoscerla, e prima di partire all'attacco, deriderà anche i tentativi del resto del gruppo di andare alla ricerca della verità, affermando che l'unica realtà che avrebbero incontrato è la loro morte. Una volta sconfitta l'Ombra
, dopo che gli altri del Team lo rassicurano che lo avrebbero aiutato a scoprire la verità sulla sua esistenza, anche Teddie acquisisce un Persona, Kintoki-Douji, un robot rosso e dorato dal corpo tondeggiante, con un mantello blu e un grosso missile tra le mani.
In seguito, egli, per non sentirsi troppo solo, decide di entrare nel mondo reale, e all'interno del suo corpo svilupperà una sua forma umana, un efebo dai capelli fluenti biondi e gli occhi azzurri, con la quale è solito indossare una camicetta bianca adornato con una rosa sul petto e pantaloni neri, e dopo un po' fa la conoscenza e diventa molto amico con Nanako, e decide, inoltre, di andare a vivere a casa di Yosuke, e lavorare come mascotte del Junes. Durante il periodo in cui Dojima e Nanako saranno in ospedale dopo che quest'ultima è stata rapita e il Protagonista sarà costretto a vivere da solo, Teddie si offrirà di fargli compagnia.
Il Social Link di Teddie è l'Arcano della Stella, e si svilupperà automaticamente con il procedere degli eventi del gioco; per completarlo, tuttavia, bisognerà fare in modo di seguire la via per il Finale Buono o il Vero Finale. 
In seguito alla temporanea morte di Nanako, mentre il resto del gruppo va nella stanza di Namatame per confrontarsi con l'uomo, egli in lacrime si scuserà per non essere riuscito a fare nulla per salvarla e sparirà nel nulla.
In seguito egli si ritroverà nella Stanza di Velluto e qui rivelerà al Protagonista che dopo tutti i suoi tentativi di risalire alla sua vera identità, egli ha compreso che semplicemente egli è ed è sempre stato un'Ombra in cui, a differenza degli altri, si sono risvegliate emozioni e sentimenti umani, e che per farsi piacere dagli uomini ha assunto una forma amichevole. Il suo morale, però, si risolleverà quando sente che Nanako è ancora viva, seppure, dopo che il suo SL avrà raggiunto il massimo rango, egli sarà costretto a dare l'addio al Protagonista dato che, in quanto Ombra, non può restare nella Stanza di Velluto. Poco dopo Teddie si ritroverà nuovamente nell'ospedale, dinnanzi al letto di Nanako, che gli dirà di aver sentito la sua voce; così, dunque, decide di agire per aiutare i suoi amici a catturare il colpevole, e ciò gli permette di far evolvere la sua Persona in Kamui, robot raffigurante una faccia sorridente con due zampe con artigli. Portando il suo Social Link al massimo rango si otterrà la fusione di Helel.
In Persona 4 Golden, successivamente chiederà al Protagonista di poter andare in spiaggia, e qui gli dirà che grazie a lui e gli altri amici ha scoperto i sentimenti, le emozioni e tutte le cose riguardanti il mondo reale, e che è pronto a dare il meglio di sé per vivere la sua vita; inoltre dichiara di aver deciso di non voler più dipendere così tanto da lui e che si impegnerà per diventare lui il suo Sensei. Detto ciò la sua Persona si evolverà nuovamente e diverrà Kamui-Moshiri, una sorta di missile variopinto con una faccia dipinta su di esso e un mantello rosso.
In Persona 5 è possibile ottenere da Haru Okumura una decorazione per la stanza chiamata kumade (un portafortuna giapponese che tradotto significa "rastrello") con Teddie sopra (possibile riferimento al fatto che nella parola kumade è presente la parola kuma, tradotto dal giapponese "orso" quindi un riferimento alle pessime battute da orso di Teddie).
In battaglia egli negli scontri fisici può avere armi come guanti con artigli, e compiere il follow-up attack "Bear Claw" in cui colpirà un nemico a mo' di trivella stordendolo con un attacco critico. Inoltre, in seguito ad un Assalto, assieme a Yosuke compirà un attacco combinato, il "Junes Bomber", in cui Teddie prenderà la forma di una bomba e si gonfierà, attorniato dagli shuriken di Yosuke, ed esploderà.

### Naoto Shirogane
Naoto Shirogane (白鐘直斗?, Shirogane Naoto)
Doppiata da : Romi Park (voce giapponese), Anna Graves (voce inglese in Persona 4, Persona 4 Golden e Persona 4 Arena), Mary Elizabeth McGlynn (voce inglese in Persona 4 Animation), Valerie Arem (voce inglese in Persona 4 Ultimax, Persona Q: Shadow of the Labyrinth, Persona 4: Dancing All Night, BlazBlue: Cross Tag Battle).
È una quindicenne di bassa statura e capelli corti e blu (come gli occhi). Comparirà per la prima volta mentre il Team di Investigazione pedina Kanji, ed inizialmente, per il suo vestiario e i suoi modi di fare, crederanno sia un ragazzo. Successivamente, una volta rapito Kanji, darà al gruppo importanti informazioni per salvarlo, affermando di averci parlato solo un paio di volte per fargli alcune domande. Naoto, infatti, è un giovane e portentoso detective, membro di una famiglia di celebri e grandi investigatori, inviato dal distretto di polizia ad Inaba per contribuire a risolvere i casi.
Successivamente ricomparirà prima e dopo che il Team sconfigge l'Ombra di Mitsuo Kubo, condividendo con i protagonisti i suoi dubbi riguardo al fatto che la polizia, dopo l'arresto del giovane, si è risolta di incolpare quest'ultimo come unico colpevole degli omicidi. Comincia, inoltre, a frequentare la Yasogami High, e a poco a poco si avvicina al gruppo di ragazzi sia per indagare più direttamente su di loro e capire quanto sono coinvolti nei misteri, sia per iniziativa proprio di quelli, incuriositi dalla sua misteriosità e il suo carattere glaciale, schivo ed eccessivamente maturo per la sua età. In seguito, per confermare i suoi sospetti, si lascerà rapire e portare nel Mondo della Tv e il Team, dopo averla vista comparire nel Midnight Channel e aver raccolto informazioni sul suo conto, andrà nel suo dungeon, simile ad un laboratorio segreto, per portarla in salvo. Qui la trovano in una stanza piena di macchinari mentre si confronta con la sua Ombra, che indossa un lungo camice, e che scoppierà a piangere rivelando la parte fragile, infantile e spaventata dalla solitudine della personalità di Naoto, e quando quest'ultima negherà le cose affermate dall'Ombra cercando di mantenere la sua calma e il suo sangue freddo, quest'ultima allora furiosamente le chiede perché continui a deludere se stessa, e le rinfaccerà tutti i pregiudizi e le derisioni di cui è vittima nel dipartimento di polizia, i cui membri sono interessati sono solo interessati alle sue grandi capacità da detective, ma che in realtà non accettano che un bambino sia più bravo di loro (anche Dojima manifesterà tale atteggiamento) e quindi, una volta che il mistero verrà risolto, non si faranno scrupoli a liberarsi di lei. Dopo aver demoliti gli ultimi tentativi di Naoto di controbattere affermando che assume quell'atteggiamento per emulare i detective dei libri gialli che è solita leggere, le rinfaccia che è solo una bambina e rivela al gruppo il suo vero sesso e, una volta che la ragazza la rinnegherà, afferma di voler procedere nell'attuare l'operazione di alterazione del corpo, e si trasformerà in una versione robotica di Naoto, armato di due pistole-laser (che in Persona 4 the Animation avranno la capacità di sparare raggi che fanno invecchiare coloro che vengono colpiti). Una volta sconfitto l'Ombra, Naoto confessa al gruppo di aver perso entrambi i genitori in un incidente stradale, e che era stata cresciuta dal nonno e, poiché incapace di farsi amici, ha sempre passato il tempo a leggere libri sui detective, sviluppando la sua passione e il suo desiderio di diventare anche lei un giorno un investigatore, come i suoi genitori, e suo nonno l'aiuterà a perseguire questo scopo, facendosi segretamente aiutare da lei nelle investigazioni. Rivelerà, inoltre, di essersi sempre fatta passare per un ragazzo perché il suo vero sesso non si addice al suo profilo ideale di detective, e anche per farsi accettare dal dipartimento di polizia, dalla gestione maschilista. Ella quindi accetta la sua Ombra, affermando che il suo obiettivo non è tanto diventare l'ideale detective, ma semmai riuscire ad accettare se stessa, e ciò le permette di risvegliare il Persona Sukuna-Hikona, una sorta di folletto alato armato di una lunga lancia, con un berretto e una divisa da poliziotto blu simili a quelli dell'usuale vestiario della giovane.
Dopo essere tornata nel mondo reale, ella decide di aggiungersi al Team e contribuire alla risoluzione del mistero mettendo al servizio della squadra la sua notevole intelligenza e le sue grandi capacità analitiche e deduttive. Nonostante il suo vero sesso venga ben presto scoperto anche da tutto il resto della scuola, continuerà ad indossare la divisa, e in generale, indumenti maschili perché sono i vestiti con la quale si sente più a suo agio. Tuttavia verrà costretta a partecipare al concorso di bellezza scolastico (che riuscirà addirittura a vincere, pur rifiutandosi di partecipare alla parte in cui avrebbe dovuto esibirsi in bikini e, in seguito, alla premiazione), e, analizzando i risultati di alcuni controlli ospedalieri, il gruppo scoprirà che è dotata di un seno ben sviluppato.
Il Social Link di Naoto è dell'Arcano della Fortuna, e per aprirlo il protagonista dovrà consegnarle una lettera ricevuta da un misterioso uomo in nero (inoltre occorrerà prima massimizzare il livello di "Conoscenza"). Durante il SL, la ragazza coinvolgerà il Protagonista nell'indagine di quella e ulteriori lettere, mandate da un misterioso individuo che si fa chiamare "Ladro Fantasma", contenenti vari rompicapo che Naoto, con le sue capacità deduttive e con l'aiuto del ragazzo, risolverà trovando via via alcuni oggetti che il ladro ha rubato dalla casa di Naoto, e che sono strumenti da detective che quest'ultima aveva fatto da sé da piccola. Col procedere del rapporto, la ragazza confiderà le sue difficoltà nell'accettare il proprio sesso e degli effetti della solitudine in cui ha sempre vissuto. Alla fine del Social Link si scoprirà che il fantomatico ladro è lo stesso nonno di Naoto che, spingendola ad occuparsi di questo caso, vuole aiutarla a ritrovare la forza della sua passione per diventare detective, come quando era piccola. Massimizzato il Social Link, ella consegna al Protagonista un distintivo da detective ("Detective Badge") che aveva fatto da piccola, ed afferma di essere riuscita finalmente ad accettare se stessa, che si era sempre e solo concentrata a rafforzare il suo lato da detective, e che aveva sfruttato questo per avere un motivo per cui restare, sentire di essere necessaria e non tornare ad essere sola; capisce, quindi, che il suo obiettivo da detective, come quando era bambina, è lavorare per scoprire misteri ed aiutare le altre persone, ed afferma, inoltre, che lui e gli altri amici, con la loro vicinanza e il loro affetto, le hanno dato un vero motivo per cui restare. Trovata la forza di accettare se stessa anche come ragazza, ottiene l'evoluzione del suo Persona in Yamato Takeru, un umanoide dalla divisa bianca e blu delle forze armate, con un casco dalla forma allungata, una sorta di paio d'ali sulle braccia e armato con una spada. Portando il suo Social Link al massimo rango si otterrà la fusione di Norna.
Se si deciderà di intraprendere una relazione amorosa con lei, raggiunto l'8º rango del suo Social Link, ella manifesterà anche il suo lato romantico e nell'evento di Natale, in Persona 4 Golden, si mostrerà al Protagonista vestita con una divisa scolastica femminile, anche se, a causa della gonna troppo corta, dichiarerà di preferir continuare a portare la divisa maschile. Sempre nello stesso gioco può ottenere una terza forma del suo Persona, Yamato Sumeragi, dalla divisa rossa e lunghi capelli biondi. 
In battaglia Naoto usa pistole ed altre armi da fuoco, e può compiere il follow-up attack "Ultra Trigger", in cui sparerà colpi a mitraglia contro i nemici stordendoli con un colpo critico. Inoltre, dopo un Assalto, assieme a Kanji, attuerà l'attacco combinato "Beauty & The Beast".
Ella sarà inoltre protagonista della light novel Persona X Detective Naoto , ambientato un anno dopo gli eventi di Persona 4 nella città di Yagakoro dove indagherà sulla scomparsa di un suo amico d'infanzia. I suoi capelli, in quest'adattamento, sono diventati molto lunghi e, nel corso della storia, risveglierà un'altra forma del suo Persona, "Amatsu-Mikaboshi".
In Persona 5 se si accende la TV il 29 aprile è possibile trovarla intervistata con il nome di Principe Detective. Goro Akechi è affermato come suo possibile successore.

## Antagonisti
Essi sono i colpevoli e gli antagonisti di Persona 4 (e quelli inizialmente sospettati come tali) e Persona 4 Arena, che il Team di Investigazione si troverà ad affrontare.

### Mitsuo Kubo
Mitsuo Kubo  ( 久保美津雄?, Kubo Mitsuo)
Doppiato da : Tsuyoshi Takahashi ( voce giapponese), Kyle Hebert (voce inglese)
È uno studente diciottenne di una "scuola rivale" della Yasogami High dalla pelle color pesca, capelli scompigliati scuri, occhi dalle grandi pupille nere, grandi sopracciglia, labbra molto pronunciate e un neo sotto l'occhio sinistro. Nelle poche apparizioni che farà, egli porterà sempre la divisa della sua scuola, che consiste in una giacca e pantaloni neri, camicia bianca ed una cravatta verde, mentre quando finirà nel Mondo della Tv vestirà con un paio di jeans e una t-shirt arancione. 
Compare per la prima volta nei primi giorni del gioco, in cui chiederà a Yukiko di uscire ottenendo un netto rifiuto, per il quale se ne andrà via adirato. Successivamente sarà possibile imbattersi in lui per le strade di Inaba, e interagendoci, egli mostrerà il suo carattere alquanto burbero, acido, asociale, solitario e rancoroso, per il quale continuamente si lamenterà di tutto ciò che lo infastidisce e di coloro che lo circondano, e che sfoga giocando tutto il tempo ai videogiochi.
La sua presenza diverrà determinante in seguito al caso della morte del professor Morooka poiché la sera del 27 luglio appare nel Midnight Channel e, dinnanzi allo schermo, farà una risatina ed esclamerà "Provate a catturarmi, se ci riuscite". Dopo che Rise e Teddie avranno appurato che egli è finito nell'altra dimensione, e dopo aver raccolto alcune informazioni sul suo conto, i Protagonisti giungono nel suo dungeon, un castello dalla grafica ed elementi molto simili a quelli dei videogiochi di vecchia generazione. Dopo averlo attraversato giungono nella stanza dove Mitsuo e la sua Ombra sono situati, una sorta di arena, e mentre quello affermerà furiosamente di essere lui l'unico colpevole di tutti i casi e scoppierà anche a ridere in maniera folle, la sua Ombra rimarrà imperterrito a fissarlo affermando che egli non ha nulla e non vale nulla, e quando quello seccamente la rinnegherà e freneticamente si prenderà gioco di lui, quella si trasformerà in una sorta di neonato fluttuante, che simboleggia il carattere immaturo e cocciuto del giovane, con delle scritte che gli circondano la testa e che formerà intorno a sé come rivestimento un enorme soldatino pixellato fatto di blocchi. Terminata la battaglia egli continuerà senza alcuno scrupolo ad affermare di essere lui il colpevole, e di averlo fatto esclusivamente per poter attirare su di sé l'attenzione, e quando la sua Ombra sparirà nel nulla, ridacchiando si prenderà nuovamente gioco di lui. Una volta riportato nel mondo reale, egli viene arrestato ed incolpato degli omicidi di Morooka e delle altre vittime.
Più tardi si scoprirà che, in realtà, egli è l'autore soltanto dell'omicidio del professore della Yasogami, e che quindi semplicemente ha copiato gli altri due casi pur di poter apparire e avere un po' di attenzione, e che il vero colpevole, in seguito, lo aveva gettato nel Mondo della Tv.

### Taro Namatame
Taro Namatame (生田目 太郎?, Namatame Tarō)
Doppiato da : Kōji Haramaki ( voce giapponese), J.B. Blanc (voce inglese in Persona 4 e Persona 4 Golden) Matthew Mercer (voce inglese in Persona 4 Animation)
Uomo trentasettenne dai capelli corti castani e un neo sulla fronte. Era un segretario del consiglio comunale di Inaba e marito della cantante Misuzu Hiiragi, e in una relazione con la reporter Mayumi Yamano che, una volta scoperta e riportata su tutte le televisioni e i giornali, porterà alla fine del suo matrimonio e della sua carriera (oltre a quella della Yamano).
In seguito a tale caso e a quello dell'omicidio della Yamano, egli ricomparirà molto più tardi, durante il concerto organizzato da Rise al Junes, durante i preparativi del quale Yosuke si accorgerà per un attimo della sua presenza prima che quello scappi via. Quando Nanako verrà rapita, mentre Dojima corre alla ricerca della figlia, il gruppo di protagonisti scopre che Namatame, che nel frattempo è diventato un fattorino, è il sospettato maggiore del caso, e non appena il detective Dojima si dirigerà verso casa sua, quello scapperà via col suo furgone e durante l'inseguimento, disperatamente, frenando bruscamente, farà ribaltare l'auto del detective e sparirà nel nulla.
Il Team, in seguito, troverà nel furgone abbandonato un diario in cui vi sono i nomi di tutti quelli rapiti e finiti nel Mondo della Tv, e scoprirà che egli si è nascosto lì, portando con sé Nanako, ed una volta individuato il dungeon in cui si è nascosto, una sorta di Paradiso creato dalla mente della bambina, i ragazzi giungono lì e arrivati sulla cima dello stesso, lo raggiungono mentre la tiene in ostaggio. Egli apparirà spaesato e spaventato, e continuerà a ripetere che egli aveva compiuto tutti i rapimenti per salvare le vittime, respingendo disperatamente le accuse dei protagonisti; quando poi, con uno stratagemma, il gruppo riuscirà a liberare Nanako dalle sue braccia, quello adirato esclama che vuole salvarla e che non permetterà loro di interferire, e dopo essersi fatto attraversare dalle Ombre, diverrà un gigantesco mostro dalla pelle scura e dalle righe rosse, vestito con una veste bianca (su cui vi saranno scritte inneggianti alla pace e l'amore) ed una grossa antenna e una corona fatta di grandi anelli rossi intorno alla sua testa, ed un paio di piccole ali rosse sulla sua schiena, chiamato Kunino-sagiri, e che affermerà di essere un Salvatore e ripeterà la sua intenzione di salvare tutti coloro che compaiono nel Midnight Channel.
Una volta sconfitto, egli, portato nel mondo reale e messo sotto custodia come colpevole dei casi, in seguito viene fatto ricoverare nello stesso ospedale dove erano stati portati Dojima e la piccola Nanako. In seguito alla morte di quest'ultima, il gruppo andrà nella sua stanza, mentre l'uomo tenta disperato di scappare dalla finestra, e giunta la mezzanotte la televisione della stanza illustrerà il Midnight Channel nel quale compare l'Ombra di Namatame, che incolperà il gruppo per non avergli permesso di salvare Nanako, e provocherà i protagonisti affermando che comunque la legge non può incolparlo come colpevole, quindi possono fare quello che a loro pare del suo vero lui, poiché vivere o morire non avrebbe fatto alcuna differenza per lui, tanto comunque avrebbe continuato a salvare persone. 
Così, mentre quello disperatamente supplicherà il gruppo di far cessare tutto ciò, Kanji e, soprattutto, Yosuke, colmi di collera e di odio, spingeranno il gruppo a vendicarsi contro di lui gettandolo nel Mondo della Tv e facendolo uccidere dalle Ombre. Nell'anime Yu furiosamente lo trascinerà per gettarlo personalmente nel televisore, ma un ricordo di Nanako lo distoglie dal compiere il gesto ammettendo che gettarlo nella Tv non lì renderà migliore di lui; nel gioco Yosuke, invece, gli chiederà come decide di agire, e il destino che il giocatore sceglierà per Namatame determinerà il finale del gioco. Se il Protagonista appoggerà le intenzioni di Yosuke, e convincerà anche le ragazze del gruppo a gettare Namatame nella televisione, si andrà incontro al Finale Negativo in cui il mistero e il vero colpevole non verranno risolti e Nanako resterà morta. Se il Protagonista, invece, semplicemente si opporrà alla decisione dell'amico o tenterà di ragionarci senza riuscirci, alla fine Yosuke si lascerà convincere di rinunciare ai suoi intenti e risparmieranno la vita all'uomo, e si otterrà il Finale Neutro, in cui, Nanako tornerà in vita (ma non sarà dimessa dall'ospedale) e, successivamente, Namatame si dichiarerà colpevole degli omicidi. Se invece il Protagonista riuscirà a convincere gli altri del gruppo che qualcosa sta loro sfuggendo e li invita a calmarsi e ragionare più razionalmente sul caso, dopo averlo lasciato in preda alla disperazione, scoprono che Nanako è viva, e si risolvono il giorno seguente di radunarsi al "quartier generale", per riflettere sul caso.
L'indomani, quindi, rianalizzando i casi e, in particolare, le lettere minatorie giunte al Protagonista, essi a poco a poco iniziano a comprendere che Namatame non può essere il colpevole delle uccisioni di Mayumi Yamano e Saki Konishi e decidono, per venire a capo della faccenda, di parlare direttamente con Namatame. Nonostante inizialmente egli continui ad essere sotto shock, rispondendo alle domande del Team, egli rivela che la prima persona che ha rapito è Yukiko, che quindi non è l'autore dei due omicidi, e ribadisce che il suo unico intento è sempre stato salvare le persone proprio dal killer, non conoscendo però la realtà del Mondo della Tv. Una volta poi che si sarà convinto che quelli non lo credono colpevole e vogliono ascoltare la sua storia, egli inizierà a raccontare tutto ciò che è successo.
Dopo lo scandalo suscitato dalla sua relazione con la Yamano, egli era stato cacciato via di casa dalla moglie Misuzu Hiiragi, ed era tornato a vivere dai suoi genitori, e qui si era chiuso nella sua stanza, preso dallo sconforto anche per il fatto che non riusciva a rintracciare l'amante, passando il tempo a bere. La sera del primo omicidio, seguendo le voci al riguardo di cui aveva sentito parlare, decide di sedersi dinnanzi alla sua tv spenta e qui, nel Midnight Channel, aveva visto apparire Mayumi Yamano, mentre gli chiedeva aiuto; senza pensarci, toccando lo schermo della Tv, lo aveva attraversato con un braccio e, scioccato e spaventato da ciò, temendo di essere impazzito, aveva deciso di andare a dormire credendo che fosse tutto un sogno, o la sua immaginazione. Il giorno seguente, dopo essere stato licenziato, era venuto a conoscenza della morte dell'amante. Dopo l'iniziale shock, egli ricordando ciò che era successo la sera prima, attraversando nuovamente lo schermo di una tv, capisce che non aveva sognato e che forse quello era stato una richiesta d'aiuto che la donna gli aveva inviato per poter essere salvata. Dopo essere stato interrogato dalla polizia, qualche giorno dopo, in un'altra serata piovosa, egli aveva visto comparire nel Midnight Channel l'immagine di Saki Konishi, e dopo ciò egli disperatamente aveva cominciato a raccogliere informazioni su di lei per poterle evitare la morte. Grazie al lavoro di fattorino, che il padre gli aveva trovato, facendo una consegna al negozio di liquori egli la incontra e decide di metterla in guardia del pericolo imminente che avrebbe corso. Quella stessa sera però egli, guardando il Midnight Channel, è costretto ad assistere inerme alla scena in cui le Ombre attaccano ed uccidono la ragazza. Dopo aver vissuto con i sensi di colpa per non essere riuscito a salvare nessuna delle due, e aver sofferto la solitudine senza la sua Mayumi, che aveva conosciuto mentre quella intervistava i candidati al consiglio municipale, e con la quale era diventato intimo essendo entrambi di Inaba e afflitti dalla routine delle loro carriere, dopo aver visto comparire nel Midnight Channel Yukiko, convinto che la sua amata gli aveva dato il potere di poter attraversare lo schermo dei televisori, si era convinto di poter essere l'unico a poter salvare coloro che apparivano, e che dunque questa fosse la sua missione, e che l'unico modo per poterlo fare, poiché aveva già fallito nel provare a tentare di convincere Saki, era rapirle e gettarle nel Mondo della Tv, convinto che fosse un luogo sicuro e in cui il killer non le avrebbe mai raggiunte (in seguito si scoprirà che lo stesso vero colpevole lo aveva spinto a crederla così). Solo dopo essere stato inseguito dalla polizia e aver portato Nanako con sé dentro il Mondo della Tv, afferma di aver realizzato la natura abominevole e grottesca di quel luogo, e che in realtà egli non stava salvando nessuno dei rapiti. Egli dunque si scusa per ciò che ha fatto e afferma di essere pronto a pagare per le conseguenze delle sue azioni, senza cercar più di scapparne.
Alla fine, dopo che il mistero verrà risolto e il vero colpevole arrestato, nonostante la sua confessione, egli viene rilasciato, per mancanza di prove a suo carico e, quindi, non vi è la possibilità di poterlo incriminare di qualcosa. Nell'epilogo di Persona 4 Golden si scopre che, per redimersi dai crimini commessi, Namatame ha deciso di candidarsi per diventare sindaco di Inaba, per poter realmente prendersi cura dei cittadini.

### Tohru Adachi
Tohru Adachi (足立 透?, Adachi Tōru)
Doppiato da : Mitsuaki Madono (voce giapponese), Johnny Yong Bosch (voce inglese)
È un giovane uomo ventisettenne, dai capelli mossi neri, che indossa per tutto il gioco (e l'anime) sempre una giacca nera, con sotto una camicia bianca e una cravatta rossa. Egli è l'assistente del detective Ryotaro Dojima, che continuamente lo maltratterà e sgriderà per il suo carattere maldestro ed ingenuo. Egli infatti, prima di venir puntualmente ripreso dal collega, a causa della loquacità si lascerà continuamente sfuggire con il Team dettagli riservati delle indagini della polizia; inoltre, pur di impressionare l'anziano collega, a volte commette sciocchezze, come quando si affretta ad arrestare un fan accanito di Rise incolpandolo subito di essere il colpevole dei casi.
In Persona 4 Golden, parlando con lui quando non sono in atto indagini della polizia, è possibile aprire un Social Link dell'Arcano del Giullare, durante il quale si potrà fare maggiormente la sua conoscenza. Egli viene dalla grande città ed è stato trasferito in seguito al distretto di polizia di Inaba, vive felicemente da solo, e non nasconderà la sua insofferenza alla noia della vita nella cittadina rurale, soprattutto per il fatto che viene continuamente importunato da un'anziana donna che lo scambierà per suo figlio, che ha il suo stesso nome. Col procedere del SL il Protagonista lo inviterà a casa sua, dove Adachi legherà con lui e Nanako, che intratterrà con consigli di vita un po' cinici, ed esibendo alcuni trucchi magici. Dopo che Nanako e il detective Dojima saranno operati in ospedale, egli starà vicino e consolerà il Protagonista, dimostrando la sua vicinanza a lui e la famiglia Dojima.
Dopo che lui e gli altri membri del Team d'Investigazione avranno interrogato Namatame e scoperto che quello non è il vero colpevole, il Protagonista, analizzando i casi, intuisce che in tutti questi Adachi era sempre presente e aveva avuto un ruolo alquanto attivo. Tuttavia, se si sarà raggiunto un alto rango del suo Social Link, si potrà avere la possibilità di non rivelare agli altri membri del Team i propri sospetti su di lui. Il giorno prima della partenza, quindi, si può avere la possibilità di affrontare il giovane detective faccia a faccia, e rivelargli che si è a conoscenza che è lui l'assassino e che si appoggia le sue azioni. Adachi inizialmente fingerà di non sapere di cosa quello stia parlando, poi però gli dà un accendino e una delle lettere minatorie che gli aveva inviato, unica prova incriminante del caso, e lo invita a bruciarla se sul serio appoggia le sue azioni. Nel caso il giovane compia l'atto, Adachi scoppierà in una folle risata e, in seguito, chiamandolo al cellulare, gli dice che per l'azione appena fatta egli dovrà continuare ad essere suo complice, poiché metterà sotto controllo i suoi tabulati e non avrà l'opportunità di scappare e, una volta raggiunto il massimo del Social Link, lo saluterà con un ghigno chiamandolo "partner". Il giorno dopo, mentre il Protagonista va via in treno, nella nebbia incrocia Adachi, che sorridente potrà condannare Inaba e l'intera umanità alla sciagura e la distruzione.
Rivelando i suoi sospetti agli amici, invece, questi si recano in ospedale, dove Adachi ha ordinato, senza il permesso di Dojima, il trasferimento di Namatame in un'altra struttura e qui, interrogandolo sui casi degli omicidi, messo alle spalle al muro e spinto involontariamente ad ammettere il suo coinvolgimento, disperatamente scapperà via. Il giorno dopo i ragazzi scoprono che quello si è nascosto nel Mondo della Tv e, sfruttando il fiuto di Teddie, lo individuano nella stanza in cui era stata uccisa Mayumi Yamano, e dove il Protagonista, Yosuke e Chie erano giunti la prima volta che erano entrati in quella dimensione. Qui Adachi manifesterà la sua vera personalità, folle, spietata e senza scrupoli, ammettendo che, mentre erano soli, aveva gettato la Yamano nel Mondo della Tv dopo che ella si era rifiutata di rispondere alle sue domande sullo scandalo che la coinvolgeva e aveva respinto le sue avance, e qui aveva scoperto il potere di poter attraversare lo schermo dei televisori, che adopererà in seguito per gettare anche Saki Konishi nell'altra dimensione, quando anch'ella, in seguito ad un interrogatorio, lo respingerà schiaffeggiandolo. Inoltre rivelerà di essere stato lui, quando Namatame aveva chiamato la polizia per avvertire delle apparizioni nel Midnight Channel, a convincerlo a "salvare" le vittime gettandole nel mondo della Tv, convincendolo che quello fosse un luogo sicuro. Successivamente aveva anche gettato Mitsuo Kubo nel Mondo della Tv per evitare che quello si prendesse tutta la colpa, e l'interesse per i casi sarebbe andato scemando. Il motivo, infatti, per il quale ha commesso tutti quei misfatti è perché si annoiava e voleva divertirsi in qualche modo. Continuando, quindi, quello che per lui è sempre stato un gioco, provoca i protagonisti a catturarlo e aprirà il portale del dungeon in cui si è nascosto, Magatsu Inaba, una versione lugubre della cittadina, composta di macerie, ruderi e strisce della polizia. Dopo essersi risolti di partire all'inseguimento dell'uomo nei giorni seguenti, se il Social Link avrà raggiunto l'8º rango, il Protagonista può recarsi da solo nel Mondo della Tv per tentare di ragionare con Adachi, ma quest'ultimo, durante la conversazione, continuamente lo deriderà, dicendo che è colpa sua che si era fatto un'idea sbagliata di lui e aveva voluto credere che fosse una persona diversa, e lo minaccerà, sparando un colpo che per poco colpisce il giovane. A quel punto la carta dell'Arcano del Giullare andrà in frantumi e sarà sostituito da quello della Bramosia, e Adachi chiuderà il portale del suo dungeon, spingendolo a tornare con i suoi compagni.
Una volta che il gruppo lo avrà raggiunto, qui, una volta che Naoto gli ricorderà tutti i crimini commessi, affermerà di non aver ucciso lui direttamente le vittime, bensì le Ombre di quel mondo a farlo e, poiché quest'ultimo era il riflesso dei pensieri repressi degli uomini, tutti gli esseri umani erano colpevoli; inoltre dichiara che l'unico motivo per cui ha scelto di diventare poliziotto è semplicemente per poter portare una pistola legalmente, ma che in realtà in quel lavoro non c'è nulla di esaltante, e che solo a causa di un banale errore era stato costretto a trasferirsi ad Inaba. Egli, poi, continua affermando che il mondo reale è "noioso ed ottuso", abitato da persone che rifiutano di accettare che, se non si è dotati del talento, non si potranno mai realizzare i propri sogni e desideri, e che l'unica prospettiva che la loro vita può puntare è la rassegnazione e la disperazione. Per eliminare, quindi, tale realtà ha deciso di riempire il mondo reale con la nebbia del Mondo della Tv, condannando gli esseri umani ad essere ben presto eliminati e sostituiti dalle proprie Ombre, proprio per permettere ad essi una via più facile per vivere, senza la necessità di mentire a loro stessi e cercare in maniera cieca la verità, quando in realtà tutti credono solo a ciò che vogliono credere. I protagonisti, quindi, rispondendogli che quella è la realtà che solo lui desidera, e che in realtà è solo un codardo che vuole rifiutare la sua umanità perché ha perso la fiducia in quest'ultima vivendo solo e senza amici, lo faranno infuriare e lo indurranno ad attaccarli, rivelando che anch'egli può evocare un Persona, Magatsu-Izanagi, una versione malvagia del Persona originale del Protagonista (basata su Izanagi ricoperto dal sudiciume, ovvero kegare, di Yomotsu Hirasaka).
Una volta sconfitto, si scopre che Adachi è sotto il controllo di un'entità chiamata Ameno-sagiri, che dichiarerà di essere colui che ha creato la nebbia, che ha generato le Ombre e, quindi, ha permesso loro di poter ottenere il proprio Persona ed è colui che realizza i desideri degli uomini, affermando che questi sono anche i suoi desideri. Come esso dichiara, gli uomini desiderano smettere di affrontare le sofferenze della vita di tutti i giorni, e sotto forma delle loro Ombre, potranno finalmente ottenere il loro desiderio; osservandoli, tuttavia, non aver previsto la capacità degli uomini di riuscire ad accettare e sconfiggere le proprie Ombre e far emergere dal proprio cuore la propria Persona, e che quindi vuole mettere alla prova le loro abilità, e diventerà un enorme sfera nera con un gigantesco occhio che assomiglia ad una fotocamera, e durante la battaglia cercherà di scoraggiarli dicendo che essi vanno contro i reali desideri dell'umanità, che non vuole che la nebbia delle illusioni vada via. Dopo essere stato sconfitto, esso affermerà che il Team gli ha dimostrato la forza del potere degli uomini, che viene dal cuore, e che ha deciso di far scomparire la nebbia dal loro mondo, proprio perché i desideri dell'umanità sono i suoi, ma che continuerà a guardarli in attesa che gli uomini richiedano il suo ritorno, e, chiamandoli "figli del nuovo potere", afferma che il tempo determinerà il percorso che l'umanità intraprenderà, e poi sparirà nel nulla.
Liberato dal controllo dell'entità, riappare Adachi che, allo stremo delle forze, dirà loro di fare quel che loro vogliono, e, se realmente credono di poter cambiare il futuro, di andare avanti per il loro scopo; inoltre li invita a scappare e lasciarlo lì, cosicché le Ombre possano finirlo ed ucciderlo, ma Yosuke, in risposta, affermerà che non è mai stato loro intenzione ucciderlo, dato che non sarebbe servita a nulla la sua morte, e che egli piuttosto li seguirà nel mondo reale, dove pagherà per i crimini commessi. Se si sarà aperto il Social Link della Bramosia, inoltre, egli dirà al Protagonista che forse, se fosse stato un po' come lui, le cose non sarebbero andate così nella sua vita, giungendo al 9º rango del SL. Tornati nel mondo reale, nel frattempo, si scopre che Dojima, in virtù della vecchia amicizia che lo lega al suo assistente, ha chiamato un'ambulanza per soccorrerlo e metterlo sotto custodia. 
Negli eventi che portano al Vero Finale egli poi, invierà una lettera dalla prigione al Protagonista, in cui affermerà che, dopo essere stato sconfitto, ha deciso di redimersi e attenersi alle regole del loro mondo e che, inoltre, vuole condividere con lui il dubbio su come sia nato la leggenda del Midnight Channel, di cui era venuto a sapere solo da altre persone dopo essersi trasferito ad Inaba, e che la stessa cosa era stata scritta nei rapporti riguardo a Namatame (lui, quest'ultimo e il Protagonista, infatti, erano coloro che avevano avuto la capacità di risvegliare il loro potere di attraversare gli schermi delle TV ed entrare nell'altra dimensione anche senza avere un Persona), e che spera che questi suoi dubbi portino da qualche parte. Se si è giunti al 9º rango del suo SL, esso si massimizzerà dopo aver letto un'ultima parte della lettera, in cui afferma di pensare continuamente a lui, Nanako e Dojima, e che gli è riconoscente, seppure alla fine lo chiamerà "idiota". Portando il suo Social Link al massimo rango si otterrà la fusione del suo Persona, Magatsu-Izanagi.
La rivista Famitsū ha rivelato che Adachi sarà uno dei personaggi che il giocatore potrà impersonare nell'annunciato sequel di Persona 4 Arena, Persona 4 Arena Ultimax come DLC.
In Persona 5 se si accende la TV il 12 dicembre è possibile trovare un'intervista dove ammette di non aver provato nessun rimorso nelle sue azioni e di aver agito per noia, scioccando l'intervistatore.

### Izanami
Izanami (イザナミ)
Doppiata da : Daisuke Namikawa (voce giapponese sia nella versione benzinaio, che in quella da dea), Romi Park (voce giapponese nella versione dea, combinata con quella dell'altro doppiatore), Karen Strassman (voce inglese), Derek Stephen Prince (voce inglese in Persona 4 Animation)
Il vero antagonista di Persona 4. È ispirata alla nota figura della mitologia tradizionale giapponese, che verrà anche narrata nel corso del gioco, quando i protagonisti andranno in visita alla Gekkoukan High School. Ella è la sorella e moglie di Izanagi, i quali, nella religione scintoista, sono visti come i primi due esseri umani e coloro che hanno creato il Giappone. Dopo aver dato alla luce gli altri kami, dopo la nascita dell'ultimo, Kagutsuchi, la dea perde la vita e finisce nello Yomi (il Regno dei morti); Izanagi, rattristato, quindi si dirige lì per riportare con sé la moglie, che gli promette che avrebbe negoziato col dio dello Yomi per ottenere la libertà e tornare con lui. Dopo essere entrato nel Mondo dei Morti egli fa la scoperta raccapricciante del corpo decomposto della moglie, divenuta un'abitante di quel luogo dopo aver mangiato il cibo infernale, e questa adirata lo inseguirà per tutto lo Yomi, finché Izanagi, uscito da quel luogo, porrà un enorme masso a sbarrarne l'entrata. A quel punto Izanami lancerà la maledizione "kotodo", secondo la quale ella gli urlerà che ogni giorno avrebbe ucciso mille uomini, e in risposta Izanagi afferma che avrebbe dato la vita a 1500 uomini.
Dopo aver sconfitto Adachi, il 20 marzo, dopo che il gruppo si sarà radunato nuovamente al quartier generale al Junes ed essersi reso conto che colui da cui è partito il Midnight Channel e tutte le voci su di esso è ancora sconosciuto, con la promessa di scoprirne di più prima che il Protagonista lasci Inaba, quest'ultimo, parlando con Nanako e Dojima, si rende conto che la persona in questione è un giovane benzinaio che aveva conosciuto non appena giunto ad Inaba, e grazie anche alla testimonianza di Nanako, ricorda che dopo aver stretto la mano al misterioso uomo, aveva avvertito una sorta di malore. Andando, quindi, al distributore di benzina del distretto commerciale, qui parla col misterioso uomo dai lunghi capelli platino e gli occhi rossi, che, dopo una serie di domande in cui fingerà di non saper di cosa il ragazzo parli, alla fine getta la maschera e rivela di essere colei dietro a tutti i casi e che ha dato a lui, Namatame ed Adachi il potere di attraversare le TV, semplicemente stringendo loro la mano. Era stata, inoltre, lei, originariamente chiamata Izanami-no-Mikoto, scindendosi, a creare Ameno-sagiri e Kunino-sagiri . Una volta, quindi, appurata la volontà del ragazzo di raggiungere la verità, si trasforma apparendo con una tunica e fluttuando in aria, ed inviterà il Protagonista a confrontarsi con lei nell'altra dimensione.
Raggiunto il suo dungeon, Yomotsu Hirasaka (che, secondo la tradizione giapponese, è l'entrata per lo Yomi), raggiunta la cima della stessa, ella si congratula con il Team per averla raggiunta, e qui rivela di aver creato il Midnight Channel come finestra attraverso la quale le persone potessero avere la possibilità di vedere ciò che gli uomini tengono soppressi della propria personalità e che quindi ella ha fatto tutto ciò che ha fatto per creare il mondo che gli uomini desiderano, che per natura sono avversi a conoscersi gli uni con gli altri e non accettano il fatto che, durante la loro vita, conosceranno solo un ristretto numero di persone, e così durante la loro esistenza tentano di conoscere quante più persone possibili, credendo tuttavia solo a ciò che a loro fa più comodo, a causa della loro "sempiterna ansia", che li spinge a definire loro stessi comparandosi all'idea che hanno degli altri. È per questo, afferma, che gli uomini desiderano un mondo ricoperto dalla nebbia. Dopo che il gruppo di protagonisti si opporrà a ciò che ella ha affermato, dichiarando di essere determinati a inseguire la verità e poter decidere da soli il proprio destino, Izanami assumerà il suo aspetto da dea e dichiarerà che la conoscenza della verità non è tutto, e che essi, inebriati da quest'ultima, sono andati oltre il ruolo che aveva stabilito per loro, scatenando la sua ira. Dopo un iniziale battaglia in cui, come ella già continuamente aveva ripetuto, per il Team è impossibile sconfiggerla, il Protagonista, usando la "Sfera della Vista", che gli aveva donato Igor poco prima di confrontarsi con lei, e che aveva dichiarato essere un cristallo che aveva sviluppato durante il suo viaggio, ed era capace di sciogliere ogni tipo di illusione, Izanami viene spinta a rivelarsi nella sua vera e mostruosa forma, Izanami-no-Okami, e alla fine di una seconda battaglia, ella, affermando "Addio! Accetta la realtà della tua morte", lancerà il suo attacco finale "Mille Maledizioni" che, nonostante uno per uno i suoi compagni si sacrificheranno facendosi colpire al suo posto, alla fine colpirà il Protagonista e inizialmente lo condurrà alla morte. In seguito, dopo aver ascoltato esanime le voci di tutti coloro con i quali ha stabilito un profondo e solido legame (massimizzando il loro Social Link), che gli danno la forza di risollevarsi e far evolvere il suo Izanagi in Izanagi-no-Okami, egli, una volta tornato in vita, nonostante i continui attacchi di Izanami, sconfiggerà la dea, con il suo nuovo Persona che scaglierà l'attacco Miriadi Verità. Dopo essere stata sconfitta, capisce quindi la reale volontà degli uomini, e, prima di scomparire definitivamente, promette che non interferirà più con il destino che questi decidono di percorrere, facendo sparire anche la nebbia dell'altra dimensione, che tornerà quindi ad essere splendido come era originariamente.

## Residenti della Stanza di Velluto

### Igor
Igor (イゴール?, Igooru)
Doppiato da : Isamu Tanonaka (voce giapponese. In Persona 4 Animation, in seguito alla sua morte sono state usate le registrazioni della sua voce), Dan Woren (voce inglese), Vic Mignogna (voce inglese in Persona 4 Arena Ultimax)
Figura ricorrente della serie Persona. Egli appare come un uomo anziano dai capelli bianchi, sopracciglia folte e scure, lungo naso, orecchie a punte, grandi occhi sporgenti ed iniettati di sangue, e sempre vestito in maniera elegante. Il suo aspetto è ispirato all'omonimo personaggio dei film di Frankenstein.
Egli si definisce un semplice servo di Philemon, che lo aveva creato da un pupazzo, e che in seguito aveva creato Elizabeth, Theodore, Margaret e Lavenza, gli assistenti che nel corso dei giochi lo affiancheranno nella Stanza di Velluto, "un luogo che trascende sia il sogno che la realtà", entro la quale egli convoca i protagonisti dei vari giochi che hanno stipulato un contratto per aiutarli nel loro "viaggio", e per metterli in guardia sui rischi da affrontare e sulla strada che essi devono percorrere per arrivare al compimento dello stesso, con i suoi discorsi criptici e forbiti. Nonostante il suo aspetto un po' bizzarro, egli manifesterà sempre un atteggiamento calmo e posato, e modi gentili e garbati.
Nello specifico in Persona 4, affiancato da Margaret, convoca all'inizio del gioco nella Stanza di Velluto, dalla forma di una limousine, il Protagonista, rivelandogli che nel suo futuro vi è un'imminente catastrofe e che dovrà affrontare e risolvere un grande mistero entro quell'anno, che rappresenterà per lui un punto di svolta della sua vita, o altrimenti il suo futuro sarebbe andato perso. Il suo dovere, afferma, è quindi quello di assicurargli assistenza affinché ciò non accada. Durante il gioco Igor, quindi, aiuterà il Protagonista con vari indizi per porlo sulla strada giusta, e, soprattutto, attuando il processo di fusione delle varie Persona che il giovane si troverà a raccogliere nel corso dell'avventura.
Una volta risolto il mistero, quando il Protagonista si recherà nuovamente nella Stanza di Velluto per avere un'ultima volta assistenza da Igor per la battaglia contro Izanami, quello gli darà la "Sfera della Vista" attraverso la quale il giovane potrà rivelare la vera forma della dea e sconfiggerla definitivamente. Al termine della battaglia Igor si complimenterà con il ragazzo per essere riuscito a fare tutta quella strada e per essere giunto fino in fondo al suo viaggio, senza mai essersi fatto fermare dalla "nebbia delle menzogne", e per non essersi fatto tentare da facili vie d'uscita e false destinazioni, e, definendolo un "ospite eccezionale", si definirà euforico di aver assistito al viaggio del suo destino, e gli annuncia che questa è l'ultima volta che lo convocherà nella Stanza di Velluto dato che il contratto stipulato è stato rispettato e il suo lavoro è automaticamente concluso, e prima di scomparire gli concederà di vedere lo splendido mondo che, perseguendo sempre e solo la verità, ha ottenuto.

### Margaret
Margaret (マーガレット?, Maagaretto)
Doppiata da : Sayaka Ōhara, Michelle Ann Dunphy (Persona 4, Persona 4 Golden, Persona 4 Animation, Persona 4 Arena), Marisha Ray (Persona 4 Arena Ultimax, Persona Q: Shadow of the Labyrinth, Persona 4: Dancing All Night)
Personaggio di Persona 4, dall'aspetto di una giovane e bella donna dai capelli biondi ondulati e occhi dorati, tra i quali porta un cerchietto blu, e, come la sorella Elizabeth, ha un vestito blu scuro, dai bottoni d'oro, e scarpe con i tacchi alti blu; inoltre ella porta sempre con sé un grosso libro viola intitolato "Le Grimoire".
Ella sarà l'assistente di Igor nella Velvet Room e, a differenza della sorella, si dimostrerà molto più matura e composta negli atteggiamenti, anche se in alcuni casi manifesterà anche lei uno spiccato senso dell'umorismo (in particolare nei confronti di Marie).
Il suo ruolo principale durante il gioco sarà quella di occuparsi del Persona Compendium, un grande libro dove ella registra le Persona che il Protagonista, nel corso della sua avventura, raccoglierà (e che potrà riacquisire quando vorrà), e a cui offrirà anche alcune ricompense mentre quello si avvicinerà sempre di più a completarlo; inoltre può attuare il "Persona Forecast", in cui può prevedere gli effetti che hanno le fusioni tra i Persona ogni giorno. 
Inoltre, in Persona 4 Golden, se si sarà massimizzato il Social Link con Marie, quando questa sparirà nel nulla, aiuterà il Protagonista ad individuare la ragazza e, in seguito, trasporterà lui ed i suoi amici nel dungeon della "Foresta Vuota", dove quella si è nascosta.
Se il Protagonista raggiunge il livello "Esperto" di "Conoscenza", visitando la Stanza di Velluto, si potrà trovare solo con la donna, che gli rivela che è la prima persona convocata nella Stanza di Velluto non per richiesta di Igor, ma di un suo assistente, e si dichiarerà interessata a far parte del destino che attende il Protagonista, e creerà con lui il Social Link dell'Arcano dell'Imperatrice. Per poterlo sviluppare e far diventare sempre di più intimo il rapporto con Margaret e poter conoscerla sempre di più, il giocatore dovrà soddisfare le richieste che quella gli formulerà di illustrarle Persona con specifiche mosse. Massimizzato il suo Social Link, ella si complimenta con il giovane, rivelando che per lei non erano stati importanti tanto i risultati delle sue richieste, quanto l'impegno che egli aveva adoperato per soddisfarle, "allenando la sua anima", e gli dona una spilla a forma di spirale ("Spiral Brooch") affermando, poi, che egli era la persona che stava aspettando e che verrà il tempo in cui sarà lui a "fornirle una risposta". Portando il suo Social Link al massimo rango si potrà ottenere la fusione di Iside. Successivamente, il giorno prima che il Protagonista lasci Inaba, in cui saluta tutti coloro con cui ha il Social Link al massimo rango, Margaret apparirà per la prima volta fuori dalla Stanza di Velluto, e dopo avergli detto che spera di rivederlo un giorno, gli chiede di chiudere gli occhi, "per non assistere alla sua peccaminosità", e lo bacerà (se il giocatore decide di intraprendere una relazione amorosa).
In un secondo playtrough, se si saranno sconfitti tutti i boss alternativi dei dungeon del Mondo della Tv e si sarà massimizzato il suo Social Link, negli eventi che portano al Vero Finale, se dopo aver ottenuto la Sfera della Vista da Igor ci si recherà nuovamente nella Stanza di Velluto, prima di parlare ad Izanami, Margaret rivelerà che ha una sorella che ha abbandonato la Stanza di Velluto per sua diretta volontà, e che tale scelta l'aveva sorpresa ed infastidita, dicendo di non riuscire a comprendere la motivazione che ha spinto quella a fare un simile gesto e che desidera poterla riportare indietro. Nel corso della conversazione ella, però, riflettendo sulla scelta compiuta della sorella, che aveva trovato la sua ragione di vita, inizia a porsi domande sulla sua esistenza; alla fine, dunque, afferma di aver compreso che per trovare e riportare indietro Elizabeth, deve prima scoprire il vero significato della sua vita, ed invita quindi il Protagonista a combatterla, affermando di attenderlo alla fine del Paradiso. 
Dopo, quindi, essere giunto sulla cima del dungeon del Paradiso, Margaret gli rivela che anche sua sorella, prima di sparire, aveva affrontato un precedente ospite della Stanza di Velluto (il protagonista di Persona 3). Durante la battaglia la donna dimostra di essere una potente evocatrice di Persona dotato del "Jolly". Dopo essere stata sconfitta, la donna rivela al Protagonista che la sorella voleva abbandonare la Stanza di Velluto per aiutare un giovane uomo che aveva sacrificato la propria anima per salvare l'umanità; inizialmente non aveva compreso le sue ragioni, definendole assurde, ma in seguito si era ritrovata ad essere d'accordo con lei. Continuando gli dice che tutti coloro che cercano di dare risposte alla loro vita possono ottenere infinite possibilità e trovare la loro unica e sola ragione di vita decidendo quale ruolo assumere, come aveva fatto Elizabeth, e come anche lei aveva deciso, affermando che, qualsiasi cosa sarebbe successa, sarebbe stato al suo fianco per aiutarlo e proteggerlo. 
Nell'anime, durante l'ultimo episodio, schiaffeggerà Yu per risvegliarlo dall'illusione dove era stato intrappolato da Izanami e grazie alla battaglia che intraprenderà con lui, gli permetterà di realizzare la forza dei legami che ha stretto nel corso del suo soggiorno ad Inaba attivando la carta dell'Arcano del Mondo e, dopo essere stata sconfitta, sarà lei a cedergli la "Sfera della Vista".
Comparirà come boss opzionale anche in Persona 3 Portable. Verso la fine del gioco Elizabeth (o Theodore) dirà al Protagonista che sua sorella è rimasta strabiliata assistendo a tutte le battaglie e i combattimenti che ha affrontato ed era interessata a mettere alla prova ulteriormente le sue abilità. Sarà dunque possibile entrare attraverso un portone che apparirà al primo piano del Tartaro nel Vision Quest e qui Margaret si presenterà come colei che ha il controllo sul potere e lo inviterà a percorrere le 12 porte del luogo, dietro le quali si può combattere nuovamente contro versioni potenziate dei boss principali che appaiono nelle notti di luna piena e i mini-boss presenti in alcuni piani speciali del Tartaro. Una volta sconfitte tutte le Ombre dietro le 12 porte, Margaret farà apparire un'altra porta e inviterà il giocatore a sfidarla. Una volta sconfitta si dirà soddisfatta e come segno di ringraziamento darà al Protagonista un segnalibro di giada (Jade Bookmark), dicendo che continuerà ad assistere dalla Stanza di Velluto alle sue battaglie.
In Persona 4 Arena ritorna come uno dei personaggi principali della trama e in Persona 4 Arena Ultimax come uno dei personaggi DLC, utilizzando come Persona Ardha, Cu Chulainn e Yoshitsune durante la lotta e Helel per la mossa Instant Kill.

### Marie
Marie (マリー?, Marī)
Doppiata da : Kana Hanazawa (voce giapponese), Eden Riegel (voce inglese)
È un personaggio che compare per la prima volta in Persona 4 Golden. È una giovane ragazza di bell'aspetto, dalla pelle chiara e lucente, capelli castani corti ed occhi grigi (o verdi) leggermente a mandorla; ella indossa quasi sempre un berretto blu, una camicetta bianca con sopra una cravatta ed una larga cinta (entrambe nere) con una fibbia dorata a forma di cuore con le ali, una gonna corta a quadretti scozzese, un paio di manicotti rossi, lunghe calze a strisce bianche e nere, un paio di stivali neri e porterà una borsa a tracolla blu ed una collana girocollo rossa con un lucchetto dorato.
Il Protagonista si imbatterà in lei una prima volta non appena arrivato ad Inaba, mentre quella raccoglie un foglio che gli era caduto, anche se non ha modo di parlarci molto, dato il carattere criptico della giovane. In seguito ella ricomparirà nella Stanza di Velluto e Margaret, nel presentarla, dice che lo accompagnerà nel suo viaggio e che si occuperà di raccogliere e, rivendergli in seguito, le Skill Card che egli otterrà. Ella manifesta fin dall'inizio il suo carattere alquanto brusco, freddo, poco amichevole e per certi versi scortese, per il quale Margaret si scuserà col Protagonista. In seguito, poi, la donna rivelerà che la ragazza non è umana, e quindi la sua conoscenza del mondo è ancora molto incompleta, e gli chiede quindi se può, di tanto in tanto, scortarla fuori dalla Stanza di Velluto per poter aver modo di conoscere il mondo; inizialmente Marie fingerà disinteresse, tuttavia manifesterà piacere quando quello le propone di portarla fuori, affermando di annoiarsi a stare lì dentro con "il Naso" (come è solita soprannominare Igor). Dopo quindi aver trascorso una divertente giornata in cui mangia per la prima volta gli spiedini di carne, fa la conoscenza anche con Yosuke e visita la collina al disopra Inaba, chiede al Protagonista di rifare più spesso tale esperienza e portarla a conoscere il mondo degli uomini, e così si apre il suo Social Link dell'Arcano dell'Eone.
Durante il Social Link il Protagonista la porterà in giro per Inaba a scoprire le piccole cose della vita quotidiana, che, però, per lei saranno incredibili e strabilianti novità; inoltre avrà modo di far conoscenza via via con gli altri membri del Team di Investigazione, che subito stringeranno amicizia con lei, nonostante il suo bizzarro, incostante e brusco carattere, che in realtà si rivelerà solo un suo goffo tentativo di nascondere la sua timidezza e il suo imbarazzo. Ella, inoltre, ama comporre poesie, che il Protagonista potrà leggere recandosi di tanto in tanto nella Stanza di Velluto, trovando fogli, mentre Marie è assente, che Margaret si divertirà a lasciare di proposito per terra affinché li legga; al suo ritorno poi, quando scoprirà che il ragazzo ha letto una delle sue poesie, imbarazzata lo insulterà e gli urlerà di smettere di leggerle. Con l'avanzare del SL, inoltre, ella rivelerà di non saper nulla della sua esistenza né del suo passato, e che Marie è un nome che le è stato dato da Margaret, e sarà continuamente affetta da fugaci memorie che le faranno avvertire piccoli giramenti di testa, che però subito dopo scompariranno. Il Protagonista, quindi, con l'aiuto anche degli amici tenteranno di aiutarla a riacquistare memorie del suo passato, del quale avrà solo un pettine di bambù, che terrà come un tesoro nella sua borsa, e che in seguito, grazie alla madre di Kanji, si verrà a scoprire che è un oggetto molto antico e che potrebbe simboleggiare separazione. Alla fine, irritata dal fatto che non riesce a ricordare nulla, rinuncia a riacquisire le sue memorie, ed affermerà che forse non ha neanche vere memorie da dover riportare alla mente; dopo aver ricordato il posto dove il Protagonista l'aveva portata la prima volta, tuttavia, euforica decide di lasciar perdere la sua ricerca del suo passato e, una volta massimizzato il suo Social Link, dopo aver ceduto al giovane il vecchio pettine di bambù ( "Old Bamboo Comb" ), in particolare se il giocatore deciderà di intraprendere una relazione d'amore con lei, deciderà di concentrarsi piuttosto a vivere nel presente e di creare tante nuove memorie con lui. Portando il suo Social Link al massimo rango si otterrà la fusione di Kaguya.
Dopo aver sconfitto Adachi, tuttavia, qualche tempo dopo Marie scompare nel nulla e Margaret aiuterà il Protagonista mettendosi subito alla sua ricerca ed in seguito, mentre sono in vacanza a sciare, trascina i ragazzi del Team all'interno di un televisore, portandoli nella "Foresta Vuota". Come ella afferma, quel luogo, a differenza degli altri dungeon, è uno spazio chiuso irraggiungibile da altri punti del Mondo della Tv, destinato ben presto a chiudersi definitivamente e far sparire tutto ciò che all'interno, compresa Marie all'interno dello stesso, la cui esistenza è destinata ad essere eliminata anche dalle loro memorie. Margaret, tuttavia, cerca di dissuadere i ragazzi dal loro tentativo di salvare la ragazza, rivelando che quest'ultima si era chiusa in quel luogo di sua spontanea volontà, dopo aver riacquistato tutte le sue vecchie memorie; nonostante ciò essi si inoltrano per il misterioso dungeon, una sorta di foresta celestiale al cui interno vi sono frammenti delle memorie di Marie, la cui voce può essere sentita tra i piani mentre recita le sue poesie.
Dopo un po' il Team si imbatte nella giovane, vestita con una lunga tunica con cappuccio bianca, sotto la quale porta un vestito rosso, ed uno degli occhi è diventato più grande e somigliante a quello di Ameno-Sagiri, che rivela la sua vera identità: ella si chiama Kusumi-no-Okami, ed è una bestia simile a Kunino-sagiri e Ameno-sagiri che, prima di perdere la memoria, aveva assunto una forma umana ed era stata mandata a spiare il mondo degli uomini per scoprirne i reali desideri; definendosi loro nemico, dunque, li supplica di abbandonarla, poiché ha creato la "Foresta Vuota" affinché questa fosse per lei una tomba dove morire per non far del male a nessuno. I protagonisti, tuttavia, decideranno comunque di trarla in salvo, e giunti alla fine del dungeon, tentano di convincerla a rinunciare al suo intento suicida dato che ora che i due Sagiri erano stati sconfitti, lei sarebbe stata libera; in risposta la ragazza afferma di non poter mai avere la libertà poiché, dopo la sconfitta di Ameno-sagiri, la nebbia che aveva coperto Inaba si era insinuato all'interno del suo corpo, e ben presto, una volta assunto il controllo della sua mente, l'avrebbe uccisa. Per questo ordinerà nuovamente loro di abbandonarla, dato che la sua sopravvivenza avrebbe significato la fine del mondo e che l'unico suo destino era sempre stato morire e sparire assieme alla nebbia, e pur di convincerli arriva a lottare con loro, seppure, dopo una breve battaglia, Marie rinuncia a combatterli. Successivamente, tuttavia, inizia ad essere attraversata dai poteri maligni della nebbia, e furiosamente li invita a fuggire esclamando di odiarli tutti. Quelli, tuttavia, dopo averle fatto notare che, sparsi per la "Foresta Vuota" vi erano anche elementi di Inaba, come l'insegna del Junes e i banchi della Yasogami High School, che manifestano la sua volontà di continuare a vivere, la convincono a provare piuttosto a fare in modo di sconfiggere la parte malvagia e la nebbia all'interno del suo corpo, intraprendendo quindi un ultimo scontro con lei, sotto forma di Kusumi-no-Okami, una gigantesca figura femminile nera dal lungo mantello rosso. Una volta terminata la battaglia, Marie tornata umana e liberata dalla nebbia entro il suo corpo, si riprende e ringrazia gli amici per averla salvata, ed abbraccerà il Protagonista, per poi scappare assieme a loro dalla "Foresta Vuota", mentre essa va distruggendosi e scompare.
Il giorno seguente, a San Valentino, ella regalerà al Protagonista un dolce al cioccolato fatto da lei e sarà l'unica (oltre a Margaret) tra i personaggi femminili che bacerà il Protagonista se si decide di fidanzarsi con lei.
Negli eventi del Vero Finale, ella si congratulerà col Protagonista per aver sconfitto Izanami, e rivela che presto i frammenti di quest'ultima e dei due Sagiri si uniranno a lei e, assieme, torneranno ad essere l'entità originale Izanami-no-Mikoto, e gli promette che farà di tutto per realizzare i desideri degli uomini e starà sempre al suo fianco. Nell'epilogo, inoltre, si scopre che è diventata una famosa annunciatrice delle previsioni del tempo, rinominatasi Mariko Kusumi, che, tramite i suoi poteri, ha assicurato per il ritorno del Protagonista cielo sereno e, in diretta tv, lo ringrazierà nuovamente per tutto ciò che ha fatto per lei e gli confesserà il suo amore se si intraprenderà una relazione amorosa.
Nell'adattamento anime Persona 4 Golden Animation Marie assume un ruolo più significativo e primario, essendo molto più vicina alle vicende del Team di Investigazione, partecipando anche ai nuovi eventi in cui originariamente nel gioco non è prevista, come il viaggio in spiaggia, il festival estivo e il concerto di Rise al Junes. Dopo essere stata introdotta dal protagonista Yu nel gruppo di amici e aver passato tanti mesi assieme a loro, a settembre Yu informa gli altri dell'amnesia di Marie e che hanno come unico indizio del suo passato il pettine di bambù. Il gruppo inizia quindi ad investigare sull'origine del pettine, ma i continui mal di testa che i tentativi di ricordare le causano, che spesso la fanno anche svenire, col tempo fanno sempre più perdere la pazienza ed esasperare la ragazza, che a causa di ciò inizia sempre più ad allontanarsi dagli amici, fino a quando in un week end, addirittura scappa via da loro mentre assieme facevano shopping. Per risollevare il morale di Marie, allora Yu la convince a partecipare ad un quiz che Teddie ha deciso di organizzare, e quando la ragazza si rende conto di essere in grado di rispondere a gran parte delle domande, si rende conto anche di aver accumulato nuove memorie con i suoi amici per tutto il tempo. Dopo aver vinto il quiz, quindi, Marie promette a se stessa che non avrebbe mai dimenticato queste nuove memorie.
In seguito al concerto del Junes è lei la prima ad accorgersi di qualcosa di strano guardando Adachi, percependo al suo interno una presenza misteriosa, che le causa una fitta al petto. Sconfitti poi Adachi e Ameno-Sagiri, Izanami le restituisce le sue memorie, e preso coscienza della sua vera identità, Marie decide di eliminare le memorie che la riguardano dalla mente di Yu e i suoi amici, e sparire assieme alla nebbia che aveva ricoperto la città, per poi a gennaio comparire in un sogno del protagonista dandogli l'addio. Quando però i membri del Team d'Investigazione si ricordano di lei e accorrono, con l'aiuto di Margaret, nella Foresta Vuota per raggiungerla; nonostante la ragazza tenti di convincerli ad andarsene e lasciarla morire lì, nella susseguente battaglia sotto forma di Kusumi-no-Okami arriva a sconfiggere il Team d'Investigazione risucchiando le loro energie vitali e anche i loro Persona, finché Yu fa evolvere Izanagi in Izanagi-no-Okami distruggendo l'entità e liberando la ragazza dal controllo della nebbia.
Come negli eventi dell'epilogo del gioco, infine, nel mese di agosto, quando Yu torna a visitare Inaba, lei è diventata l'annunciatrice delle previsioni Mariko Kusumi.
In Persona 4 Arena Ultimax appare come uno dei personaggi DLC e utilizzerà Kaguya come Persona.

## Vittime

### Mayumi Yamano
Mayumi Yamano (山野真由美?, Yamano Mayumi )
Doppiata da : Kanae Itō (voce giapponese), Yuhko Kaida (voce giapponese in Persona 4 Animation)
È una giovane donna dai capelli corti neri ed occhi castani. Nelle poche apparizioni che farà ella può essere vista indossare una camicetta bianca, ed una gonna e un collant neri. Era una reporter di successo, diventata, però, celebre soprattutto per lo scandalo che aveva coinvolto lei e Namatame, con cui aveva intrapreso una relazione dopo averlo conosciuto mentre intervistava i candidati del consiglio comunale. A causa del forte impatto che la scoperta di tale relazione suscita nella gente, ella è costretta a ritirarsi dalla sua carriera per sfuggire ai media, e va ad alloggiare alla pensione Amagi. In seguito, però, ella viene trovata morta da Saki Konishi, appesa a testa in giù sull'antenna di un appartamento. Si scopre in seguito che era stata spinta nel Mondo della Tv da Adachi, assunto come sua guardia del corpo, infuriatosi dopo che quella aveva respinto i suoi tentativi di saperne di più sulla sua storia con Namatame e le sue avance; successivamente, nonostante il suo disperato tentativo di scappare dalla morte, era stata assalita e uccisa dalle Ombre.

### Saki Konishi
Saki Konishi (小西 早紀?, Konishi Saki)
Doppiata da : Hina Nakase (voce giapponese), Jessica Straus (voce inglese)
Giovane studentessa dai lunghi capelli marrone chiaro ed ondulati, corte sopracciglia e carnagione leggermente scura. Fa la sua prima apparizione mentre lavora al Junes apparendo con un carattere molto calmo e gentile, in particolare con Yosuke, che subito mostrerà di tenerci particolarmente a lei. In seguito ella sarà la prima a scoprire il corpo di Mayumi Yamano, e dopo essere apparsa in televisione ed essere stata interrogata, pochi giorni dopo segue lo stesso tragico destino, e il suo cadavere verrà trovato appeso a testa in giù su un palo telefonico. Successivamente il Protagonista e Yosuke, entrando nel Mondo della Tv per indagare sui casi, giungono nel negozio di liquori della famiglia Konishi, e qui sentiranno la voce del padre della ragazza mentre la rimprovera di non importarsene degli affari di famiglia e di aver tradito il negozio andando a lavorare al Junes, principale causa della crisi delle loro vendite. Dopo aver trovato una foto fatta a pezzi che la raffigurano, i ragazzi ascoltano la voce di Saki, mentre espone i suoi pensieri repressi colmi di livore, affermando di odiare tutto ciò che la circonda e che desiderava che tutto scomparisse, ed urla in particolare tutto il suo astio contro il Junes, a causa del quale tutti avevano cominciato a sparlarle dietro e i familiari la detestavano, e contro Yosuke, che considera un "seccatore", con cui era sempre stato gentile perché era il figlio del direttore del centro commerciale, ma che lui aveva sempre malinteso tutto.
Durante il Social Link di Yosuke si viene a scoprire, inoltre, che ella aveva pianificato di lasciare Inaba con uno studente universitario con cui aveva avuto una relazione, ma che per mancanza di soldi era stata spinta a lavorare al Junes; nonostante segretamente fosse infastidita da lui, inoltre, era stata la prima che aveva legato con Yosuke (tale rapporto viene in particolare illustrato nell'adattamento manga Persona 4 The Magician) e che lo aveva convinto a trovare risvolti positivi nella vita nella cittadina rurale e che lo spingerà a migliorarsi e vivere la vita.
Nel corso del gioco si scopre che dopo aver scoperto il corpo della Yamano ella era diventata sempre più nervosa e spaventata. Inoltre dopo essere apparsa sul Midnight Channel, Namatame aveva cercato di allertarla sul pericolo che avrebbe corso, ma non lo aveva ascoltato ritenendolo pazzo. Interrogata, poi, più volte da Adachi, seccata, in seguito aveva respinto le avance di quest'ultimo schiaffeggiandolo, ed era stata spinta nella tv nella sala interrogatori ed uccisa dalle Ombre.

### Kinshiro Morooka
Kinshiro Morooka (諸岡 金四郎?, Morooka Kinshirou)
Doppiato da : Osamu Ryutani (voce giapponese), Kirk Thornton (voce inglese)
Uomo dai capelli a caschetto neri, occhi color nocciola e denti sporgenti. Era un'insegnante della Yasogami High School, soprannominato Re Idiota ( "King Moron" nella versione inglese, "Morokin" in quella giapponese) a causa dei suoi metodi di insegnamento rigidi e per i suoi sermoni in cui insultava ed umiliava i suoi studenti. Egli, infatti, durante il primo giorno del Protagonista alla Yasogami, nel presentarlo al resto della classe lo definirà un perdente ed un triste sacco della spazzatura gettato dalla grande città, e in seguito gli dice di essere sulla sua lista nera. Più volte, inoltre, si scopre che aveva continuamente deriso e sparlato delle persone morte durante i misteriosi casi, e aveva tentato di far espellere Kanji; durante il campeggio scolastico, egli approfitta della sua autorità di professore per ubriacarsi con gli altri insegnanti mentre aveva fatto andare in anticipo nelle tende gli studenti. Nelle varie voci che circolano su di lui, tuttavia, ve ne sono anche alcune che affermano che egli incontri personalmente alcuni studenti per spronarli a migliorare il proprio andamento scolastico; inoltre sembra fosse un fan di Risette, della quale, si dice, avesse un album pin-up.
Dopo che Rise verrà portata in salvo, la mattina del 10 luglio, dopo una serata nebbiosa in cui non era apparso nessuno nel Midnight Channel, il suo corpo viene trovato appeso a testa in giù sul parapetto del tetto di un appartamento. La sua morte farà inizialmente crollare tutte le certezze e gli indizi che il gruppo aveva raccolto sul modus operandi del killer, poiché egli non era mai apparso né sul Midnight Channel né durante le effettive trasmissioni televisive, ed inoltre Teddie affermerà che, dopo aver tratto in salvo Rise, nessuno era entrato nel Mondo della Tv, e quindi l'omicidio era accaduto nel loro mondo. 
Alla fine si scoprirà che Mitsuo Kubo, che inizialmente si era professato colpevole di tutti gli omicidi, in realtà era responsabile soltanto della sua uccisione (infatti, a differenza delle altre vittime, la causa della sua morte, un trauma cranico, sarà determinata), compiuta per imitare il vero colpevole e prendersi i meriti.

## Altri personaggi

### Nanako Dojima
Nanako Dojima (堂島 菜々子?, Dōjima Nanako)
Doppiata da : Akemi Kanda (voce giapponese), Karen Strassman (voce inglese)
Bambina di 7 anni dai capelli con la frangetta, raccolti in due treccine, e gli occhi marroni. Normalmente ella indossa un vestito rosa, rosso chiaro e marrone, sotto il quale porta un dolcevita bianco, calzini bianchi e scarpe rosa. In estate il suo vestiario usuale è composto da una canottiera bianca ed una gonna rosa, mentre durante il festival indosserà un kimono rosa a quadretti, con un fusciacca rosso.
A dispetto della sua età, ella è dotata di un carattere molto maturo e responsabile, ed è molto intelligente e dedita al dovere; sarà infatti lei, poiché il padre sarà sempre fuori a causa del lavoro, a prendersi cura della casa facendo le faccende domestiche. A parte ciò, comunque dimostrerà anche una gran dolcezza, una sconfinata bontà d'animo ed un'infantile ingenuità, con la quale ben presto conquisterà e legherà fortemente sia con il Protagonista, che con i membri del Team; inoltre ama tantissimo il Junes, passando tutto il tempo a cantarne gioiosamente il jingle, ed è fan di Risette. Inizialmente ella sarà un po' a disagio e parlerà poco con lui, ma col trascorrere del tempo si affezionerà sempre di più al cugino ed inizierà a chiamarlo "Fratellone". 
Durante il suo Social Link dell'Arcano della Giustizia, la bambina manifesterà la sua tristezza e la sua amarezza per il fatto che il padre non le dedica mai del tempo e, nonostante il Protagonista tenti di aiutarla a comprendere i motivi e le responsabilità dell'uomo, ella inizialmente non riuscirà a farlo temendo di "non essere la vera figlia di suo padre", ovvero che quest'ultimo non le voglia bene e tenga maggiormente al suo lavoro. Una sera, poi, dopo Dojima le dirà che non potrà venire ad una riunione nella sua scuola, ella gli urlerà che non è il suo vero padre, e che per lui è più importante il suo lavoro da detective che lei, e scapperà via di casa piangendo. Dopo averla ritrovata nei pressi della riva del fiume Samegawa dove, quando la madre era ancora in vita, lei e i genitori erano soliti andare a fare picnic, Nanako afferma che il padre si è dimenticato della madre dato che aveva fatto sparire tutte le foto che la raffiguravano, e che ha paura che farà lo stesso con lei. Alla fine, dopo che Dojima avrà scritto sull'invito per l'incontro nella sua scuola che sarà disponibile ogni volta, grazie anche al Protagonista, ella si renderà conto che in realtà anche il padre ha sofferto la scomparsa della moglie e si era sentito solo come lei, e dunque, negli ultimi livelli del SL, capisce finalmente che il padre l'ama e decide di stargli vicino affinché egli non si senta più solo. Inoltre, massimizzato il suo Social Link, Nanako gli regalerà una foto ("Family Photo") in cui sono raffigurati lei e i suoi genitori ad un picnic sulla riva del Samegawa, dicendo che anche lui è parte della famiglia e che lo ama. Portando il suo Social Link al massimo rango si otterrà la fusione di Sraosha.
Nonostante il suo carattere forte, ella nasconderà un profondo dolore per la morte della mamma, e quando verrà rapita da Namatame, dopo essere apparsa nel Midnight Channel, creerà con la sua mente un dungeon simile al Paradiso, dove, afferma, la madre riposa e l'attende, e salendo per i piani del luogo, si potrà udire la sua voce mentre manifesta il proprio dolore e sentirà la mancanza della mamma, e tenterà di convincersi di non essere sola affermando di avere tante persone al suo fianco che le vogliono bene.
Dopo essere stata tratta in salvo, viene subito trasportata in ospedale, ove però le sue condizioni, col passare del tempo, a causa della nebbia, continueranno a peggiorare finché, mentre tiene la mano del "Fratellone", affermerà di aver paura e morirà. La sua scomparsa devasterà il padre e i membri del Team, che in seguito andranno ad affrontare Namatame, per vendicare la morte della povera bambina, e in base al destino a cui questo andrà incontro, Nanako resterà morta (se si sceglierà, per vendetta, di gettare Namatame nel Mondo della Tv, ottenendo il Finale Negativo) o miracolosamente tornerà in vita e, dopo aver risolto il mistero e aver fatto sparire la nebbia, verrà anche dimessa dall'ospedale (se invece si seguirà il percorso per il Finale Neutro, tornerà in vita, ma non verrà mai dimessa dall'ospedale).
Il giorno della partenza del Protagonista, poi, in lacrime lo abbraccerà e, inizialmente, lo supplicherà di non andarsene, poi gli fa promettere di non dimenticarla mai e che presto le avrebbe fatto di nuovo visita. Nell'epilogo di Persona 4 Golden, inoltre, si scopre che ha cominciato a prendere lezioni di piano, seguendo, quindi, le stesse orme della madre.

### Ryotaro Dojima
Ryotaro Dojima (堂島 遼太郎?, Dōjima Ryōtarō )
Doppiato da : Unshou Ishizuka (voce giapponese), J.B. Blanc (voce inglese)
È il padre di Nanako e zio del Protagonista. Uomo trentatreenne dai capelli neri grigiastri, leggera barba sul viso, ed indossa una camicia grigio scuro con una cravatta rossa e pantaloni neri, e verrà visto quasi sempre portare in spalla la propria giacca nera e, durante le investigazioni, una sigaretta tra i denti.
Egli è un detective di grande esperienza, spiccate capacità deduttive e un atteggiamento forte ed autoritario, in particolare con il partner Adachi, che maltratterà spesso per il suo essere maldestro; tuttavia con il Protagonista e, in particolare, con Nanako dimostra anche un atteggiamento tenero, gentile e protettivo.
Il suo Social Link è dell'Arcano dello Ierofante, e nello sviluppo dello stesso il Protagonista avrà modo di conoscere meglio lo zio, in particolare la sua dedizione nell'indagare sul caso della morte della moglie Chisato, investita da un pirata della strada mentre si recava ad andare a prendere Nanako da scuola, e il cui colpevole non era mai stato trovato. Il suo morboso tentativo di risolvere il caso, lo porta a trascurare la figlia e ridurre ulteriormente il tempo disponibile da dedicarle, e dopo aver realizzato ciò, una volta raggiunto il massimo rango del SL, ringrazia il Protagonista di essergli stato vicino e avergli insegnato cos'è realmente una famiglia, e afferma che avrebbe continuato a portare avanti il caso, senza tuttavia dimenticarsi di occuparsi della piccola Nanako, e gli cede la sua tazza da caffè ("Coffee Mug"). Inoltre compra una torta e assieme a lui e la figlia festeggiano il giorno in cui essi diventano una vera famiglia. Portando il suo Social Link al massimo rango si otterrà la fusione di Kohryu.
Durante le indagini del mistero, nonostante all'oscuro della realtà dell'altra dimensione, egli sarà sempre un passo in avanti rispetto agli altri colleghi del distretto e, col tempo, sospetterà sempre di più il coinvolgimento del nipote nel mistero, finché non leggerà la seconda lettera minatoria che giungerà a quest'ultimo, per la quale, vista la sua reticenza, lo porterà alla centrale della polizia e gli farà confessare tutta la verità. Egli, inoltre, aveva intuito anche il coinvolgimento di Namatame nei casi, e partirà al suo inseguimento quando quello rapirà la figlia Nanako, al termine del quale, tuttavia, rimarrà gravemente ferito e, mentre viene soccorso, supplicherà il Protagonista di portare in salvo la figlia, sua unica ragione di vita. Una volta che quella verrà tratta in salvo e portata in ospedale, nonostante le sue condizioni, egli passerà quasi tutto il tempo a prendersi cura della bambina e chiedere i dottori di far di tutto per salvarla. Quando, però, Nanako morirà, egli distrutto si recherà ad affrontare Namatame e tenterà di irrompere nella sua stanza, fermato da due colleghi, urlando di ridarle indietro sua figlia, l'unica cosa che gli era rimasta. Quando in seguito si scoprirà che il vero colpevole è Adachi, quando questo verrà sconfitto e riportato nel mondo reale, Dojima, in virtù della loro vecchia amicizia, chiamerà l'ambulanza e farà in modo che egli venga messo sotto custodia.
Nell'epilogo di Persona 4 Golden, inoltre, rivela al Protagonista, tra le tante cose, che era vicino alla chiusura del caso riguardo alla morte della moglie, e che aveva fatto visita al suo vecchio partner Adachi, che rivela essere diventato un prigioniero modello e che gli aveva detto di essere trattato meglio rispetto a quando lavorava con lui e Dojima, scherzosamente, afferma che gli avrebbe comprato un cavolo poco costoso.

### Yumi Ozawa
Yumi Ozawa (小沢 結実?, Ozawa Yumi)
Doppiata da : Doppiatrice giapponese sconosciuta, Melissa Fahn (voce inglese)
Personaggio secondario della serie (in Persona 4 Animation farà solo una fugace apparizione). È una ragazza dai capelli neri e corti, tra i quali porta un fermaglio blu, che solitamente può essere vista indossare la sua divisa scolastica, mentre nei week end, fuori da scuola, indossa un maglione bianco dal collo alto, una lunga gonna blu e leggins neri.
Il Protagonista farà la sua conoscenza ed aprirà il Social Link dell'Arcano del Sole se sceglierà come club culturale da seguire quello di teatro, nel quale ella sarà uno dei partecipanti più talentuosi e seri, e gli dirà di essere una grande appassionata di opere e musical, e continuamente gliene consiglierà alcuni da seguire. Col procedere del suo Social Link, dopo che la ragazza verrà avvisata che la madre è in ospedale, si scoprirà la sua storia. Dopo che i suoi genitori avevano divorziato, e suo padre aveva abbandonato lei e la madre per stare assieme ad un'altra donna, ella si era ritrovata a vivere da sola con la madre. Raggiuntala in ospedale, scopre che in realtà si era recata lì per stare vicino all'ex marito, moribondo, che aveva espresso come ultimo desiderio la possibilità di passare il tempo con la moglie e la figlia che aveva abbandonato. Inizialmente Yumi si rifiuterà di accettare i tentativi di ravvicinamento del padre, manifestando tutto il suo rancore nei suoi confronti perché l'aveva abbandonata, e biasimerà la madre per il fatto che lo aveva subito perdonato e si occupava di lui, e passerà il tempo ad esercitarsi ancor di più al club di teatro pur di non tornare a casa e dover affrontare il duro passato. Tuttavia, col tempo ella, impietosita dalla gentilezza e i tentativi di redimersi dell'uomo, pur sempre in maniera conflittuale, passerà sempre meno tempo al club di teatro per stare vicino al padre ed occuparsi di lui, ed alla fine lo piangerà quando questo morirà, dopo che l'uomo le aveva rivelato che il suo nome Yumi simboleggiava il fatto che ella era il frutto dei loro genitori, e che era il loro orgoglio e la loro speranza. In seguito al lutto, ella, nonostante ancora combattuta sui sentimenti verso il padre, lo ringrazia per averla messa al mondo, e dopo essersi resa conto che la sua passione e la sua dedizione verso la recitazione erano un modo per esprimere i suoi veri sentimenti e il suo dolore, massimizzato il Social Link, prenderà la decisione di abbandonare il club di teatro per riflettere sul suo futuro e per stare vicina alla madre, e cederà al Protagonista il copione annotato ("Annotated script") della recita che doveva portare in scena. In seguito gli confesserà il suo amore girandosi di spalle imbarazzata cosicché, afferma, nel caso egli non provasse i suoi stessi sentimenti non lo avrebbe visto andare via. Spetta, quindi, al giocatore la scelta di respingerla e andare via dall'aula, oppure di abbracciarla e fidanzarsi con lei, portandola in seguito nella propria stanza. Portando il suo Social Link al massimo rango si otterrà la fusione di Asura.
In Persona 4 Golden, quando il Protagonista andrà a salutarla il giorno prima della sua partenza, Yumi gli rivela che ha deciso di volersi mettere in gioco, concorrendo al titolo di presidentessa del consiglio studentesco e provando a frequentare quanti più corsi e club possibili, tra i quali, nuovamente, anche quello di teatro.

### Ayane Matsunaga
Ayane Matsunaga (松永 綾音?, Matsunaga Ayane)
Doppiata da : Tomoka Endou (voce giapponese), Michelle Ann Dunphy (voce inglese)
È una giovane studentessa quindicenne di bassa statura, capelli a caschetto neri e guance rosse; ella solitamente indossa la sua divisa scolastica, mentre al di fuori della scuola ha una maglietta rosa ed una giacca ed una gonna dal colore rosso chiaro.
Il Protagonista aprirà con lei il Social Link dell'Arcano del Sole se deciderà di seguire il club culturale di musica, e per molti tratti ella si dimostrerà l'esatto opposto di Yumi, l'altro personaggio con cui aprire il SL del "Sole". Nonostante, infatti, abbiano la stessa età, quest'ultima è alta, ha un aspetto ed un atteggiamento molto maturo e sicurezza nelle proprie capacità, ed è tra le migliori del club di teatro, mentre Ayane, per aspetto e carattere, si mostrerà più giovane, infantile ed ingenua della sua età, ed inoltre sarà molto timida ed insicura sulle sue capacità. Durante il Social Link ella afferma di suonare il trombone, ma che non aveva mai avuto modo di esibirsi nei vari concerti della banda poiché era stata sempre designata come sostituta di quello ufficiale, Takeru. Frequentando le prove della banda il Protagonista aiuterà la ragazza a superare i suoi problemi di autostima e quando, poi, il suonatore di trombone ufficiale subirà un infortunio, ella avrà l'occasione di mettersi in mostra e si eserciterà duramente e farà grandi miglioramenti; tuttavia proprio prima del concerto Takeru si riprenderà e sarà disponibile per suonare, e Ayane, notando che il resto della banda preferisce che sia quest'ultimo ad esibirsi, decide di farsi da parte, nonostante il Protagonista provi a rivelare agli altri membri tutti gli sforzi che la ragazza aveva fatto. In seguito poi la giovane scoppia a piangere ed afferma che nulla va mai come lei desidera e i suoi sogni vengono sempre schiacciati. Una volta massimizzato il suo Social Link, comunque, ella troverà la forza di arrabbiarsi e dirà al Protagonista che ha deciso di voler diventare più egoista, dato che non aveva mai espresso il suo parere per evitare di avere conflitti con gli altri, ma che ora ha compreso che discutere con qualcuno e dire la propria può rendere una relazione più forte, e quindi ella avrebbe espresso sempre il proprio pensiero e, grazie anche al suo aiuto, non avrebbe permesso a nessun altro di rubarle un'altra occasione di mostrare agli altri la sua grande passione per la musica. In seguito Ayane gli consegna un biglietto fatto a mano ("Handmade Ticket") con sopra il suo nome, in cui lo invita al suo concerto; ella, infatti, ha deciso di impegnarsi duramente per migliorare e che, una volta diplomatasi, inizierà a suonare in una propria band, e che vuole quindi che il Protagonista sia il primo ad assistere al suo spettacolo. Portando il suo Social Link al massimo rango si otterrà la fusione di Asura.
Come per Yumi, anche Ayane è uno dei personaggi femminili con cui il giocatore apre il Social Link e con la quale può decidere di intraprendere una relazione d'amore.

### Kou Ichijo
Kou Ichijo (一条 庚?, Ichijou Kou)
Doppiato da : Kouhei Fukuhara (voce giapponese), Daisuke Ono (voce giapponese in Persona 4 Animation), Vic Mignogna (voce inglese in Persona 4 Animation)
È uno studente diciassettenne dai lunghi capelli blu scuro. Solitamente può essere visto indossare la sua divisa da basket della Yasogami, mentre al di fuori di quest'ultima, nei week end, indosserà una polo bianca a maniche corte e pantaloni neri. Egli è un ragazzo molto affabile e spensierato che, durante una delle conversazioni col Protagonista, rivelerà di odiare il suo nome perché troppo banale e noioso, ama andare a mangiare al ristorante cinese Aiya e, inoltre, gli confesserà di avere una cotta per Chie e di essere geloso della sua vicinanza alla ragazza.
Non appena ci si aggiungerà al club sportivo di basket si aprirà il Social Link dei "Compagni Atleti" dell'Arcano della Forza, durante il quale si avrà modo di fare amicizia e conoscere sia lui che l'amico Daisuke, il quale rivela che Kou vive solo, anche se la sua famiglia vive vicino a lui, ed è molto tradizionalista e rigida e capeggiata dalla nonna, che non approva che il nipote giochi a basket poiché lo considera uno sport "barbarico". Come lo stesso Kou afferma egli è spinto sempre a seguire l'etichetta ed una serie di riti tradizionali, come prendere il tè, e viene chiamato dai familiari "Kou-sama". Si scopre inoltre che gli Ichijo non sono la sua vera famiglia, ma che l'hanno adottato per avere un erede, anche se comunque alla fine essi avevano avuto una figlia, Sachiko, e che grazie a tale situazione egli ha potuto evitare di dover caricarsi dell'enorme responsabilità di ereditare gli affari di famiglia. In seguito, però, egli inizierà a frequentare sempre meno gli allenamenti e il Protagonista, cercandolo, lo trova sul tetto della scuola e qui Kou rivela che nonostante ha parlato con la propria famiglia ed aveva ottenuto la possibilità di giocare a basket, egli comunque vuole ritirarsi dato che ha perso gli stimoli e la voglia di giocare. L'amico Daisuke, non appena verrà a scoprire ciò, organizzerà quindi una partita per aiutare l'amico a riprendersi e convincerlo a non mollare. Nonostante la loro squadra esce sconfitta dalla partita, Kou li ringrazia per ciò che hanno fatto per lui e rivela che, da quando non è più l'erede, ha iniziato a domandarsi se egli appartenesse o meno agli Ichijo, e che teme che questi ultimi non avessero motivo per continuare ad occuparsi di lui e non avessero più bisogno di lui; quindi, egli arriva alla decisione di recarsi nell'orfanotrofio in cui era cresciuto per sapere di più sui suoi veri genitori. Egli non scoprirà nulla su di loro, tuttavia riceve una lettera in cui si evince che siano entrambi morti e in cui viene rivelato che lo avevano chiamato Kou perché potesse essere sempre in buona salute a differenza loro, e che si scusano per non essere riusciti a crescerlo e averlo dovuto affidare all'orfanotrofio, e che non doveva mai perdere la forza di andare avanti e la speranza, dato che lui era, per loro, un raggio di speranza. Successivamente il ragazzo scopre che la lettera è stata scritta dalla direttrice dell'orfanotrofio, ma nonostante ciò si dirà felice, perché ha capito di essere circondato da persone che gli vogliono bene. Massimizzato, dunque, il suo Social Link egli afferma di aver chiesto alla propria famiglia adottiva se lo abbiano mai voluto e se lo considerassero ancora un membro della stessa, e con sua somma sorpresa, essi avevano manifestato sincero affetto e attaccamento a lui, e per questo egli ha deciso di abbandonare il basket e, una volta diplomato, studiare oltreoceano, per poter supportare la famiglia a cui appartiene. Egli quindi ringrazia i suoi due amici per averlo aiutato ed essergli stato vicino, e cederà loro la lettera ("Letter to Kou") ricevuta dall'orfanotrofio. Portando il suo Social Link al massimo rango si otterrà la fusione di Zaou-Gongen.

### Daisuke Nagase
Daisuke Nagase (長瀬 大輔?, Nagase Daisuke)
Doppiato da : Tomokazu Sugita (voce giapponese), David Vincent (voce inglese)
Studente diciassettenne della Yasogami ed amico di infanzia di Kou, dai capelli corti e gli occhi castani, ed un cerotto sul naso. Egli viene visto solitamente indossare la tuta scolastica e la sua divisa di calcio. A differenza dell'amico egli sarà un tipo molto più tranquillo e riservato, anche se per certi versi eccessivamente irritabile, brusco e schietto. Egli non proverà particolare interesse per le donne, affermando di essere annoiato di tutte le attenzioni che riceve dalle ragazze interessate a lui. 
Anche tramite lui, aggiungendosi al club sportivo di calcio, si aprirà il Social Link "Compagni Atleti" dell'Arcano della Forza, seguendo, tuttavia, la storia di Daisuke. Egli inizialmente aiuterà il Protagonista a farsi accettare dal resto della squadra di calcio, aiutandolo a rimettere a posto dopo gli allenamenti e allenandosi ulteriormente con lui, e durante tale lasso di tempo egli tratterà in maniera fredda e sarà infastidito dalle ragazze che lo guarderanno giocare interessate e che tenteranno di parlare con lui. Dopo un po' di tempo, tuttavia, egli durante gli allenamenti risulterà sempre meno concentrato e svogliato, anche se sarà alquanto reticente ed evasivo con coloro che tenteranno di parlargli al riguardo. Sarà Kou, in seguito, invitando il Protagonista all'Aiya, a spiegargli il motivo del recente atteggiamento dell'amico. Egli è spaventato di fallire nonostante ci metta tutto se stesso nelle cose, specialmente nei suoi allenamenti a calcio, e il suo astio verso le ragazze deriva dal fatto che, quando era alle medie, egli era stato lasciato in malo modo dalla propria fidanzata. Per aiutarlo, quindi, il Protagonista e Kou organizzano un appuntamento al buio con alcune ragazze, ma le cose non volgono per il meglio e Daisuke, irritato, andrà via. Una volta raggiunto, lui e l'amico iniziano ad avere un forte litigio durante il quale quest'ultimo gli rinfaccia di avere paura delle ragazze e di essere respinto nuovamente, e che anche nel calcio egli non dà più tutto se stesso perché ha paura che non può fare di meglio; alla fine dunque egli ammette che l'amico ha ragione, e che la paura di essere respinto dalle ragazze deriva dal fallimento della sua prima ed ultima relazione, della quale continua a porsi domande che lo affliggono. Successivamente rivela al Protagonista che una delle ragazze che continuamente lo seguono durante gli allenamenti è proprio la sua ex, con la quale ha deciso di parlare e risolvere le cose; durante la conversazione con quest'ultima egli scopre che l'unico motivo per cui la ragazza continua a recarsi ad assistere agli allenamenti è perché fidanzata con un altro membro del club di calcio. Massimizzato, quindi, il suo Social Link egli torna a dare tutto se stesso durante gli allenamenti e regala al Protagonista una spazzola (" Spike Brush" ) per pulire i tacchetti delle scarpe, e poi all'Aya ringrazierà lui e Kou per essergli stato vicino e per avergli fatto rendersi conto che deve sempre dare il meglio di sé, senza nascondersi da nulla, seppure le cose con la sua ex non erano andate bene. Portando il suo Social Link al massimo rango si otterrà la fusione di Zaou-Gongen. 

### Naoki Konishi
Naoki Konishi (小西 尚紀?, Konishi Naoki)
Doppiato da : Tsubasa Yonaga (voce giapponese), Derek Stephen Prince (voce inglese)
Studente quindicenne della Yasogami High e fratello di Saki Konishi. Egli sarà molto simile alla sorella, con la quale condivide anche il colore dei suoi capelli corti impomatati. Nelle apparizioni che farà indosserà sempre la sua divisa scolastica (in Persona 4 Animation lo si vedrà anche indossare la tuta scolastica, durante il campeggio estivo scolastico).
Durante il gioco il Protagonista farà la sua conoscenza dopo essere stato costretto dal professore Morooka a sostituire un membro malato dell'infermeria della scuola di cui il giovane fa parte; in Persona 4 Animation invece farà la sua prima comparsa al campeggio, in cui viene rivelato che è un amico di infanzia di Kanji, anche se i due col tempo avevano cominciato a passare meno tempo assieme. In entrambi i casi si presenterà al Protagonista con un atteggiamento molto schivo e freddo, e stizzito gli dirà che odia sia lui che Yosuke. Nonostante ciò, in seguito, passando il tempo a parlarci, sarà possibile aprire il suo Social Link dell'Arcano de l'Appeso.
Durante il Social Link Naoki rivelerà la dura vita che ha dovuto affrontare da quando la sorella è morta e di quanto egli sia infastidito dal fatto tutti provano pietà per lui per la scomparsa di quella e per il fatto che continuamente lo paragonano a lei, e per il fatto che egli non può ridere, scherzare e godersi la vita perché continuamente tirato giù dalle voci maligne altrui che pretendono debba essere incatenato alla sofferenza per la morte di Saki. Spinto da una vicina, egli inizialmente progetta di abbandonare la scuola per lavorare al negozio di liquori di famiglia per poi, in seguito, prenderlo in eredità, ma i suoi genitori si opporranno alla scelta. Grazie alla vicinanza del Protagonista, alla fine Naoki riesce a comprendere che egli aveva sempre tentato di non pensare alla morte di Saki e far finta che la cosa che non gli interessasse tanto, ma alla fine riuscirà ad affrontare la realtà recandosi nel luogo in cui era stato scoperto il corpo della sorella e scoppierà a piangere. Massimizzato il suo Social Link, dopo averlo invitato a recarsi con lui alla riva del fiume, Naoki racconta al Protagonista un vecchio episodio riguardo a lui e alla sorella, e lo ringrazia per essere stato l'unico che si era interessato realmente a lui semplicemente per ascoltarlo, senza provar pietà di lui per il caso di Saki, e gli offre uno scontrino del Junes ("Junes Receipt"), dove precedentemente si era fatto accompagnare per scoprire il luogo dove Saki lavorava, e dove aveva incontrato e parlato con Yosuke. Inoltre gli confida che avrebbe aiutato i genitori nella gestione del negozio di liquori, anche se avrebbe continuato a frequentare la scuola e avrebbe provato ad aprirsi maggiormente alle persone e vivere la sua vita. Portando il suo Social Link al massimo rango si otterrà la fusione di Attis.

### Ai Ebihara
Ai Ebihara (海老原 あい?, Ebihara Ai)
Doppiata da : Kanae Itō (voce giapponese), Julie Ann Taylor (voce inglese)
Studentessa diciassettenne della Yasogami High e compagna di classe di Kou e Daisuke. È una ragazza dai capelli ondulati biondo scuro e un girocollo di pizzo rosa. Perlopiù ella apparirà con la divisa scolastica, mentre al di fuori porterà un coprispalle bianco sotto il quale ha un lungo vestito rosa e scarpe con tacchi alti 
Il Protagonista si imbatterà in lei per la prima volta dopo aver fatto avanzare di qualche rango il Social Link dei "Compagni Atleti". Il professore di educazione fisica la presenterà come allenatrice del club sportivo in cui il giocatore ha deciso di aggiungersi (in Persona 4 Animation sarà l'allenatrice della squadra di basket) e subito mostrerà il suo carattere molto arrogante, viziato e scorbutico affermando di essere lì solo perché è stata costretta dal padre a causa delle sue tante assenze a scuola. 
Successivamente il giocatore potrà aprire il suo Social Link dell'Arcano della Luna una volta raggiunto un certo livello di "Coraggio" per accettare la proposta della ragazza di saltare la scuola assieme a lei. Durante gli iniziali livelli del SL, Ai lo porterà a fare shopping ad Okina usando la gold card che il padre, ricco speculatore fondiario, le ha regalato sfruttandolo per fargli portare le sue borse, e manifestando la sua noia nell'ascoltare le chiacchiere delle commesse e respingendo crudelmente e senza mezzi termini un suo pretendente. Dopo aver origliato alcuni ragazzi sparlare e dire cose ingenerose nei suoi confronti, ella ne rimarrà ferita ma comunque sia rivela di essere innamorata di Kou, che l'aveva difesa durante la conversazione, ed ordina al Protagonista di farsi rivelare se c'è qualche ragazza a cui l'amico è interessato. Quando, poi, origlierà la conversazione tra i due, in cui Kou ammette di avere una cotta per Chie, ella sconvolta salirà sul tetto e minaccerà di gettarsi giù non accettando ciò che aveva sentito, definendo Chie "sciatta" e affermando di essere molto più carina e migliore di lei. Una volta che il Protagonista l'avrà calmata, ella gli confida che da piccola, quando la sua famiglia non era ancora così ricca, era grassa e impacciata e continuamente vittima di bullismo e derisioni da parte degli altri studenti, e dopo quindi che suo padre aveva fatto fortuna, ella aveva deciso di cambiar stile di vita e aveva lavorato per migliorarsi e rendersi più bella e desiderabile, ma che nonostante ciò, afferma, ancora oggi fatica ad attrarre i ragazzi che le piacciono. Notando la gentilezza e la vicinanza del Protagonista, in seguito, Ai afferma che avrebbe dovuto innamorarsi di lui e viene offerto, quindi, al giocatore la possibilità di entrare in una relazione con la ragazza (ella sarà il personaggio femminile, tra quelli con cui aprire un Social Link, con cui ci si potrà fidanzare più presto, ovvero al 5º rango) oppure respingerla. Se si sceglierà di fidanzarsi con lei, ella continuamente chiederà al Protagonista se è innamorato di lei e se la trova carina, ma alla fine deciderà di lasciarlo e gli chiederà di diventare amici poiché è troppo gentile e amorevole e perché afferma di odiarsi perché delude e fa del male a coloro che ci tengono a lei; una volta massimizzato il suo Social Link ella gli dice di aver compreso di aver sempre finto nel cercare una sua vera qualità positiva e che quindi avrebbe smesso di mentire a se stessa e avrebbe cercato ragazzi gentili e che ci tengono a lei simili a lui, a cui comunque chiederà di starle sempre vicino come amico. Se invece verrà respinta, questo rifiuto la spingerà a dare una svolta alla sua vita, smettendo di cercare di apparire come una ragazza ideale, e cercare di perseguire le cose a cui realmente è interessata; inoltre confesserà al Protagonista che, nonostante il rifiuto, ella proverà qualcosa per lui, ed una volta raggiunto il rango massimo del SL confesserà i suoi sentimenti e il giocatore potrà avere nuovamente la possibilità di scegliere se intraprendere definitivamente una relazione o meno con lei. In entrambi i casi, comunque, ella gli regalerà il proprio specchietto ("Compact") affermando che non ha più bisogno di apparire bella, se non agli occhi del ragazzo, e lo ringrazierà per averla ascoltata senza essersi mai lasciato influenzare dalle voci negative sul suo conto. Portando il suo Social Link al massimo rango si otterrà la fusione di Sandalphon.

### Volpe
Volpe
È una volpe dalla pelliccia arancione e cicatrici sparse su tutto il suo corpo ed un grembiule rosso con un motivo a cuori sul collo. Comparirà una prima volta quando il Protagonista si recherà al santuario, dove questa vive e si occupa della scatola delle offerte (in Persona 4 Animation incontrerà una prima volta, invece, Nanako che, guardandola sotto la pioggia, le offrirà il suo ombrello per non bagnarsi). La volpe dà al ragazzo una placca di legno, su cui è scritta una richiesta, ed un paio di strane foglie, con le quali in seguito curerà un anziano dai suoi acciacchi alle gambe, che per ringraziare lascia alcuni soldi nella scatola delle offerte. Subito dopo l'animale gli offrirà un ulteriore placca su cui è scritta un'altra richiesta, e non appena il Protagonista accetterà di prenderla per realizzare il desiderio scritto, aprirà con la volpe un Social Link dell'Arcano dell'Eremita. Il Social Link avanzerà man mano che il Protagonista accetterà le richieste scritte dalle persone che pregano al santuario che la volpe gli darà, ed una volte realizzate riporterà il buon esito all'animale, che col tempo, grazie al fatto che le offerte al santuario aumenteranno, si affezionerà sempre di più a lui. Poco dopo averlo conosciuto, la volpe deciderà di seguire il Protagonista e il resto del Team d'Investigazione nel Mondo della Tv, mettendo a servizio della squadra le proprie foglie magiche, con le quali restituisce tutti gli SP ai protagonisti; per questo motivo l'avanzamento del Social Link sarà molto utile in quanto maggiore sarà il rango dello stesso, maggiore sarà lo sconto che l'animale concederà per usufruire del proprio servizio. Massimizzato il Social Link, i soldi delle offerte per le richieste portate a termine verranno usati per ricoprire d'oro la scatola delle offerte e il torii del santuario, al quale arriverà sempre più gente a pregare e lasciare le proprie offerte, e la volpe, euforica, gli offrirà un'altra placca di legno come segno di gratitudine ("Gratitude Ema"). Portando il suo Social Link al massimo rango si otterrà la fusione di Ongyo-Ki. 
Nell'epilogo, inoltre, quando il Protagonista si recherà al santuario per salutarla, prima di partire, si scoprirà inoltre che quella ha dato alla luce tre piccole volpi.

### Shu Nakajima
Shu Nakajima (中島秀?, Nakajima Shū)
Doppiato da : Mitsuhiro Ichiki (voce giapponese), Sam Riegel (voce inglese)
È un giovane tredicenne dai capelli corti lisci castani che indossa grandi occhiali rettangolari, una camicia blu (in Persona 4 Animation, invece, porta una maglia blu a maniche corte), un pantalone nero con una cinta marrone.
Il Protagonista fa la sua conoscenza se accetta di prendere come lavoro part-time quello di tutor (e si sarà massimizzato il livello di Conoscenza), e aprirà il Social Link dell'Arcano della Torre. Facendogli da tutor, il Protagonista scopre che Shu, a causa delle continue pretese e grandi aspettative della madre per lui, continua ad impegnarsi e studiare pur di primeggiare in tutte le materie scolastiche. Approfondendo il rapporto con il ragazzo, questo gli confida che nella sua classe vi è un ragazzo proveniente dalla città che non solo prende voti alti come i suoi, ma primeggia anche nelle attività sportive ed atletiche, ed inizialmente affermerà che tutta la classe lo odia per i suoi modi di fare. Il giorno in cui si raggiungerà il 9º rango del suo Social Link (a prescindere da qualsiasi esso sia. Nell'anime, invece, esso cadrà il 20 agosto), egli rivelerà che è il suo compleanno, e il Protagonista deciderà quindi di organizzargli una festa a sorpresa assieme al resto del Team d'Investigazione; quando poi Shu malinconicamente dirà di non aver mai capito il senso di festeggiare il giorno del proprio compleanno, chiedendosi se realmente sarebbe dovuto nascere, i protagonisti gli diranno che è uno stupido e lo tireranno su di morale. Al termine della festa egli in lacrime confiderà al Protagonista che a causa della sua paura di perdere l'unica cosa che aveva, ovvero essere il migliore della classe, a differenza del suo compagno proveniente dalla città, bravo quanto lui, ma che era popolare e pieno d'amici, e per il suo timore di perdere l'amore della madre se non fosse stato il primo della classe, aveva copiato in un test e, una volta scoperto, aveva ricevuto una sospensione a causa della quale la madre si era messa a piangere e gli aveva detto di essere deluso da lui. Successivamente, una volta massimizzato il Social Link egli affermerà di aver parlato e di essersi riappacificato con la madre che, dopo aver sentito il motivo per cui aveva copiato, si era scusata con lui e lo aveva invitato a ricominciare a capo. In quel momento Shu si era reso conto che non aveva bisogno di essere il primo della classe per ottenere l'amore della madre, e che, dunque, è deciso a cambiare e correggere il sentiero della propria vita, che è appena all'inizio e tante cose, che prima d'ora non aveva notato concentrandosi esclusivamente nello studio, lo attendono. Portando il suo Social Link al massimo rango si otterrà la fusione di Shiva. 
Nell'epilogo poi egli rivela al Protagonista di essere diventato molto amico proprio dello studente proveniente dalla città.

### Eri Minami
Eri Minami (南 絵里?, Minami Eri)
Doppiata da : Miki Itō (voce giapponese), Valerie Arem (voce inglese)
Giovane donna dai lunghi capelli ondulati e grandi occhi castani, che indossa solitamente un vestito rosa sopra il quale ha una giacca scura, scarpe con tacchi viola ed una collana d'oro.
Ella comparirà se si decide di lavorare come assistente dell'asilo nido, e sarà possibile stabilire il Social Link dell'Arcano della Temperanza . Durante il Social Link si scopre che ella è la matrigna di uno dei bambini di cui il Protagonista si occupa, Yuuta, con il quale vive da sola poiché il padre lavora in Cina, e col quale ha un rapporto alquanto conflittuale in quanto quello si rifiuta di accettarla come sua nuova madre. Nonostante tenti di convincersi che lei e il bambino continueranno ad essere distanti perché così è stato scritto, soffrirà tantissimo per la reazione di Yuuta nonostante tenti continuamente di comunicare con lui, e col tempo inizierà a rinunciare ad occuparsi di lui, convinta di non poter in alcun modo far cambiare idea al bambino. In realtà, comunicando con lo stesso, il Protagonista scopre che anche il bambino soffre della situazione ed ha il timore che la matrigna lo odi, e dopo che il giovane avrà convinto la donna a comprare al figliastro il robot di un personaggio di un cartone che Yuuta è solito impersonare quando gioca con gli altri bambini, quest'ultimo decide di regalarle un quadrifoglio per ringraziarla, e sembra quindi migliorare leggermente i loro rapporti. Un giorno, però, dopo aver parlato con una delle insegnanti di Yuuta, Eri si sfoga ed inizia a piangere affermando che niente va come vuole e che tutte le madri e le insegnanti continuavano a parlare male di Yuuta per i suoi brutti voti e perché ritenuto un bambino indisciplinato, e che lei era stufa di tutta questa situazione, e il bambino, assistendo alla scena, colpisce con un pugno il Protagonista credendo che quello la stesse importunando. Dopo che quello l'avrà chiamata "Mamma", la donna finalmente capisce che non si era mai davvero impegnata a ricoprire tale ruolo e aveva sempre avuto paura di affrontare il bambino, e aveva preferito lasciar andare quando le altre madri sparlavano sia di lei che di quest'ultimo, ed ammetterà che, dopo averlo conosciuto meglio, è in realtà un dolce e bravo bambino. Una volta massimizzato il Social Link, quindi, Eri deciderà di ritirare Yuuta dall'asilo nido per poter avere la possibilità di passare più tempo con Yuuta e poter realmente stabilire un rapporto con quello, e ringrazierà il Protagonista cedendogli il quadrifoglio che il figliastro le aveva regalato e che lei aveva usato come segnalibro ("Clover Bookmark"), e gli augura di trovare qualcuno che per lui valga così tanto da voler proteggere, e che da quel momento in poi non sarebbe più scappata nei suoi problemi personali. Portando il suo Social Link al massimo rango si otterrà la fusione di Vishnu.

### Sayoko Uehara
Sayoko Uehara (上原 小夜子?, Uehara Sayoko)
Doppiata da : Natsuko Kuwatani (voce giapponese), Wendee Lee (voce inglese)
Giovane donna ventisettenne che verrà vista principalmente con i capelli neri raccolti in un codino, occhi castani, un neo sulla parte sinistra del mento e la sua divisa da infermiera bianca sopra la quale porta una giacca sportiva fucsia; in Persona 4 Animation la divisa sarà invece di colore rosa chiaro e, fuori dall'ospedale, porta una maglietta viola chiaro ed una gonna marrone.
Il suo Social Link è dell'Arcano del Diavolo e si potrà aprirlo se si intraprende il lavoro part-time di inserviente dell'ospedale, ed inizialmente si presenterà con atteggiamenti molto provocanti e si divertirà a sedurre il Protagonista. Avanzando il Social Link, tuttavia, si scoprirà che nel profondo la donna soffre di solitudine e rimane amareggiata per il fatto che i pazienti, una volta che vengono dimessi dall'ospedale, si dimenticano di lei; ella inoltre era stata trasferita di recente nell'ospedale di Yasoinaba, dopo essere stata cacciata dall'ospedale in cui precedentemente lavorava, una volta scoperto il suo flirt con un dottore già sposato, la cui moglie si recherà direttamente in ospedale per insultare Sayoko. Quando scoprirà, inoltre, che un bambino che era stato suo precedente paziente aveva perso la vita, ci rimarrà malissimo e si sentirà in colpa per la sua morte e per averlo lasciato indietro. In seguito a ciò la donna sottopone le altre infermiere e se stessa a duri ed esasperanti turni di lavoro, finché ad un certo punto, ormai stremata dal lavoro, sverrà e verrà soccorsa dalle altre infermiere. Mentre il Protagonista le farà visita, ella dichiara la sua intenzione di continuare a sottoporsi a dure sessioni di lavoro perché vuole occuparsi della salute dei suoi pazienti anche a costo di trascurare la propria. Alla fine, tuttavia, la giovane infermiera capisce che ha fatto tutto ciò solo ed esclusivamente per se stessa e per scappare dal dolore per la morte del bambino. Massimizzato il suo Social Link Sayoko comunica al Protagonista che si trasferirà in un altro ospedale e ricorda che lo scopo per cui era diventata infermiera è perché aveva sempre voluto prendersi cura delle persone, e che era stata esclusivamente colpa sua se col tempo tale scopo era diventato più debole e meno significativo. Si ripromette, dunque, che da quel momento in poi avrebbe lavorato seguendo la sua ispirazione e cede al Protagonista il suo tesserino d'identità ("Hospital ID") ringraziandolo per averle fatto realizzare tutte quelle cose, e gli dà un ultimo saluto dicendogli che sono le cose che una persona sceglie di fare nella propria vita che determinano lo scopo e il ruolo che quella avrà. Portando il suo Social Link al massimo rango si otterrà la fusione di Belzebù. 
Negli eventi del Vero Finale, durante una conversazione tra le infermiere, si scopre che Sayoko era entrata a far parte di un'organizzazione di medici volontari in Africa e, ispirate dalla dedizione e la professionalità della donna, che si era impegnata studiando manuali medici e lingue straniere anche durante gli eventi cruciali della misteriosa nebbia che aveva ricoperto Inaba, anche quelle affermano di volersi impegnare e lavorare sodo come lei, che, come affermano, era stata ispirata dal suo "giovane fidanzato", asserendo maliziosamente che la donna aveva una cotta per il Protagonista.
In Persona 5 durante l'evento del quarto rango dell'Arcano della Morte Tae Takemi chiamerà un ospedale e parlerà con qualcuna chiamata "Uehara-san", chiedendo assistenza di un dottore.

### Hisano Kuroda
Hisano Kuroda (黒田ひさ乃?, Kuroda Hisano )
Doppiata da : Ikuko Tani (voce giapponese), Mary Elizabeth McGlynn (voce inglese)
È una misteriosa donna anziana dai capelli viola chiaro raccolti in una crocchia e vestita da lutto che il Protagonista conoscerà lavorando come inserviente all'ospedale.
Poco dopo le apparizioni all'ospedale, sarà possibile incontrarla sull'argine del fiume Samegawa e, interagendoci, ella si presenterà dicendo di essere la Morte, pur non specificando inizialmente il motivo della sua affermazione, e si aprirà un Social Link dell'Arcano, appunto, della Morte. Con lo svolgere del Social Link si scoprirà che il motivo di tale affermazione riguarda il marito della donna, da poco scomparso, la quale racconterà la romantica relazione avuta con questo nel corso delle conversazioni col Protagonista, dicendogli inoltre che gli assomigliava molto. Quando era giovane la Hisano aveva conosciuto il marito, che lavorava in una compagnia teatrale e, poco dopo aver trovato il coraggio di parlargli, si erano innamorati a vicenda e avevano intrapreso una relazione a distanza, incontrandosi una sola volta ogni anno quando quello giungeva ad Inaba, mentre il resto del tempo si scambiavano frequenti lettere d'amore. Un giorno, tuttavia, l'uomo aveva deciso di abbandonare il proprio ruolo di attore per trasferirsi definitivamente ad Inaba e stare al suo fianco per tutto il tempo. Quando, tuttavia, il Protagonista le restituirà le lettere, l'anziana affermerà di volerle bruciare e spiegherà dunque il motivo per cui precedentemente aveva affermato di essere la Morte. Dopo qualche tempo il marito aveva cominciato ad essere affetto da Alzheimer e lentamente aveva iniziato a perdere le sue memorie e dimenticarsi di Hisano, che col passare del tempo, afferma, aveva sofferto così tanto tale situazione che quando quello alla fine era morto, aveva accolto come un sollievo l'avvenimento. Ella, quindi, prova rammarico e dolore per essere giunta a sperare nella morte della persona che più aveva amato nella sua vita, che l'aveva resa quindi la Morte, nonostante era stata altrettanto dura dover accettare che quello era morto accanto ad una donna che per lui era diventata un'estranea. Negli ultimi livelli del Social Link, tuttavia, l'anziana riesce finalmente ad accettare la morte del marito, ricordando quanto era stata felice la sua vita assieme a lui e, arrivato al Max Rank del SL, Hisano dichiara al ragazzo che ha deciso di abbandonare Inaba, dove albergano le memorie della vita passata a fianco al marito, e di accettare l'invito di uno dei suoi figli di portarla a vivere con lui. Gli cede quindi la penna ("Old Fountain Pen") con cui aveva scritto le lettere al marito prima di sposarlo, affermando che, nonostante non le sarebbe rimasto molto da vivere, il ragazzo avrebbe tenuto con sé il ricordo della sua felice storia, e che adesso può sorridere e andare avanti. Portando il suo Social Link al massimo rango si otterrà la fusione di Mahakala.

### Noriko Kashiwagi
Noriko Kashiwagi ( 柏木典子?, Kashiwagi Noriko)
Doppiata da : Sayaka Ōhara (voce giapponese), Hitomi Nabatame ( voce giapponese in Persona 4 Animation ), Mary Elizabeth McGlynn (voce inglese)
È una donna quarantenne dai lunghi capelli e gli occhi castani, che indossa sempre una camicetta lilla sbottonata ed una collanina d'oro. Dopo la morte del professor Morooka, viene assunta come sostituta di insegnante principale della classe dei protagonisti, e mostrerà un carattere molto diverso rispetto al suo predecessore. Infatti, durante le lezioni, assumerà atteggiamenti equivoci e seducenti, passando il tempo maggiormente a far sfoggio del suo charme, delle sue forme prosperose e parlando delle vacanze estive piuttosto che fare lezione, attirando ben presto su di sé l'astio degli alunni. È alquanto suscettibile quando qualcuno la definisce anziana e, inoltre, dimostra di odiare profondamente Rise, invidiosa delle attenzioni e il successo che questa ha, definendola una " mocciosa inesperta" e dicendo di essere molto meglio di lei. 
Quando verrà organizzato il contest di bellezza scolastico ella sarà alquanto felice quando sentirà che la gara consisterà nell'indossare costumi da bagno, convinta di poter vincere contro le studentesse, e quando verrà sconfitta, scoppierà a piangere assieme a Hanako. 
Ella, inoltre, compare come cameo in Persona 3 Portable, e il Protagonista del gioco e i suoi amici si imbatteranno in lei durante l'"Operazione: A caccia di ragazze" in spiaggia.

### Hanako Ohtani
Hanako Ohtani (大谷花子?, Ootani Hanako)
Doppiata da : Ryou Agawa (voce giapponese), Jessica Straus (voce inglese)
È una studentessa del secondo anno della Yasogami dalla corporatura obesa, capelli corti castani tra i quali porta un fermaglio a forma di fiocco rosa e grandi labbra carnose. 
Ella appare la prima volta mentre il Protagonista, Yosuke e Kanji si sfidano andando a caccia di ragazze ad Okina. Yosuke chiamerà il suo numero, ottenuto da una ragazza con cui precedentemente ci aveva provato, e poco dopo, nonostante il ragazzo disperatamente aveva riattaccato il telefono, ella fa la sua comparsa e distrugge il suo scooter saltandoci sopra, per poi andarsene affermando che egli non è all'altezza di provarci con lei. La ragazza, infatti, oltre ad essere molto ingorda, ha un carattere molto simile a quello della Kashiwagi, provando a sedurre continuamente i ragazzi che le parlano (in particolare Teddie e il Protagonista), ed assieme a quella si abbraccerà e piangerà quando verrà sconfitta da Naoto durante il contest di bellezza femminile del Festival scolastico.

### Aika Nakamura
Aika Nakamura ( 中村あいか?, Nakamura Aika)
Doppiata da : Aoi Yūki (voce giapponese), Cassandra Morris (voce inglese)
È un personaggio che durante Persona 4 Golden verrà continuamente menzionato da suo padre, il proprietario del ristorante cinese Aiya, ogni volta che si recherà lì per accettare la " Sfida della Mega Scodella di Carne" durante i giorni piovosi, dicendo che è una studentessa della Yasogami come lui, anche se durante il gioco non sarà mai possibile incontrarla né 	al ristorante né a scuola. 
In Persona 4 Animation ella comparirà come una ragazzina di bassa statura dai capelli corti blu ed occhi castani, facendo fugaci apparizioni principalmente come donna delle consegne del ristorante del padre. Nel corso degli episodi diventerà, infatti, una gag sempre più ricorrente il suo far consegne anche in luoghi ed occasioni insolite e bizzarre, come ad esempio mentre il Team scappa da Kanji, oppure quando intraprende lavori extra, come la cameriera alla pensione Amagi.

### Labrys
Labrys (ラビリス?, Rabirisu)
Doppiata da : Ayana Taketatsu (voce giapponese), Cindy Robinson (voce inglese)
originale è Unità #031 ed è una delle "Armi di Soppressione" Anti-Shadow creati dal Gruppo Kirijo. È un androide dalla forma di una ragazza dalla pelle pallida, lunghi capelli grigi-bluastri raccolti in una sorta di elmo metallico, occhi rossi e dal corpo composto quasi esclusivamente da parti meccaniche, come le braccia e le gambe. Nelle apparizioni che farà durante il gioco, inoltre, indosserà la divisa estiva della Yasogami. Il suo nome è ispirato ad un'antica arma di origine cretese, molto simile alla grossa ascia a due lame metallica che ella userà in battaglia per combattere e anche per volare, grazie ai propulsori impiantati su di essa. Il suo Arcano è quello della Fortuna.
A causa del suo "Plume of Dusk", una sostanza cristallina dalla forma di una piuma impiantata nella zona della personalità delle "Armi di Soppressione", di dimensioni più grandi rispetto a quello degli altri androidi, le sue capacità emotive vengono subito attivate non appena viene risvegliata dai suoi creatori e sviluppa più velocemente un ego. Ella viene subito allenata a Yakushima combattendo con le altre unità Anti-Shadow, e durante tali battaglie ella risulterà sempre vincente sfruttando le sue spiccate e maggiori abilità combattive, con cui sconfiggerà e distruggerà gli altri modelli (e dai quali, in seguito, acquisirà le informazioni e le "memorie" contenute nel "Plum of Dusk" ). Un giorno, durante un intervallo dai test in cui alle "Armi di Soppressione" viene concesso di trascorrere tempo fuori dal cortile del laboratorio, fa la conoscenza di Unità #024, androide molto simile a lei, con cui fa amicizia e che le presenta Snowy, un piccolo cagnolino dal pelo bianco di cui l'androide si occupa amorevolmente; rispetto alle altre, infatti, anche la personalità di Unità #024 è molto sviluppata e mostrerà sentimenti e un modo di porsi molto simile a quella degli umani. Col passare dei giorni che le due trascorrono assieme, Labrys viene sempre più spinta ad andare oltre l'originale scopo della sua esistenza, ovvero rispettare tutti gli ordini degli scienziati che l'hanno creata e distruggere gli altri androidi, durante le battaglie sconfiggerà le altre unità semplicemente colpendo le loro armi e i loro arti per disarmarle e inabilitarle a muoversi, e risparmiando loro quindi la vita. I risultati di tali battaglie comunque soddisferanno gli scienziati, che lo interpreteranno come l'acquisto di un superiore sistema di combattimento grazie alla personalità dell'androide, e così la scelgono come la "base" della Quinta Generazione di "Armi di Soppressione" Anti-Shadow e quella, pensando che ciò implicasse che non avrebbe più dovuto combattere le sue simili, per la prima volta manifesterà il sentimento di felicità e sorriderà. Quella sera, parlando con Unità #024, le riferisce che vuole aiutarla nella ricerca che quest'ultima ha deciso di intraprendere di sua iniziativa (andando quindi oltre l'ordine dei suoi creatori) di un'umana, grazie alla quale, come le aveva precedentemente detto, aveva trovato la sua risposta e si era resa conto di essere amata; in risposta l'amica, sorridendo, le consegnerà un file, dicendo di aprirlo solo in seguito " quando tutto sarà finito", e afferma che, anche se il suo desiderio di incontrare tale ragazza non si fosse realizzato, ella si sente soddisfatta, in quanto proprio tale desiderio, e il fatto di potersi fidare che Labrys l'avrebbe capita, la fanno sentire viva. Il giorno dopo gli scienziati decidono di cambiarle il nome da Unità #031 a Labrys e le annunciano che le battaglie che avrebbe intrapreso sarebbero state mirate a sviluppare in lei un Persona, inducendola quindi ad una forte quantità di stress mentale tramite la paura e l'istinto di sopravvivenza e distruggendo le altre unità Anti-Shadow. Dopo aver sentito ciò, tuttavia, con sommo stupore degli scienziati, l'androide rifiuterà di accettare tale missione e li supplicherà di poter trovare un modo alternativo piuttosto che dover continuare a combattere le sue simili; incuranti, dunque, delle sue proteste, essi la sottopongono ad un'altra battaglia e faranno scendere nella sala di combattimento Unità #024. Atterrita Labrys si rifiuterà di combattere, e tenterà disperatamente di convincere i suoi creatori a lasciarla uscire fuori dalla sala, ma l'amica la convincerà a farlo dicendo che non avrebbero permesso loro di uscire finché una delle due non fosse stata sconfitta e distrutta. Dopo una breve battaglia in cui nonostante entrambe combattino duramente, Labrys dimostrerà abilità molto maggiori e sconfiggerà l'amica, cerca di risparmiarle la vita colpendola agli arti e disarmandola, ma quando gli scienziati, in risposta, prendono il controllo del corpo di Unità #024 per indurla a continuare il combattimento e sottoporla ad ulteriore stress, a malincuore, sarà costretta a distruggerla, e lo shock per tale avvenimento la farà a svenire. Ella in seguito si risveglia nella cabina della camera dei test e qui le vengono registrate le informazioni e le memorie contenute nell'Unità #024; leggendole ella ascolta la voce di una bambina e quando analizzerà il file che l'amica le aveva consegnato il giorno prima, scopre che quella è colei da cui proviene la personalità di tutti gli androidi della sua generazione, e che quindi Unità #024 voleva trovare quella sorta di loro "Madre" per poterla ringraziare per aver permesso loro di avere una vita e per averle amate, e chiederà quindi a Labrys di poterlo fare, al posto suo, augurandole, dal profondo del suo cuore, che ella potesse essere felice. Gli scienziati, sorpresi di vederla piangere, decidono, dunque, di eliminare tutte le memorie acquisite non utili per il combattimento e Labrys, sdegnata e colma di collera, nonostante quelli tenteranno di bloccarla, si libererà e scapperà via dal laboratorio, respingendo tutti i loro sistemi di sicurezza, e aprendo uno squarcio nella porta principale del laboratorio con il potere, non ancora del tutto risvegliato, del suo Persona. Nella fuga ella incontra nuovamente Snowy e lo porta con sé, e i due fuggono per tutta l'isola fino ad arrivare al molo. Non potendo più scappare da nessuna parte, e circondata dai soldati e le altre Armi di Soppressione, ella rimane strabiliata ammirando l'oceano, chiedendosi se la bambina che le ha dato la vita e l'ha amata e che aveva promesso ad Unità #024 di trovare, si trovasse oltre quell'oceano; avanzando, quindi, sul molo ella decide di registrare le sue ultime memorie esprimendo il desiderio che i modelli in cui sarebbero stati impiantati i suoi ricordi potessero trovare qualcuno caro per loro e con questi potessero andare in luoghi che lei non aveva mai potuto raggiungere, e potessero, quindi, trovare la felicità. Dopo essersi lasciata catturare e riportare al laboratorio, prima di essere definitivamente messa fuori uso, sente dalle voci degli scienziati che essi non possono più cancellare la sua memoria, e che quindi sono costretti a sopprimere tutta la Quinta Generazione.
Dopo essere stata disattivata, tuttavia, Labrys viene percorsa nuovamente da una serie di flashback, e in uno dei quali ella ritorna alle memorie dell'umana, che si scopre essere una ragazza bloccata in ospedale per una non specificata malattia, e che, nonostante le sue condizioni, aveva espresso il desiderio di sottoporsi all'esperimento del gruppo Kirijo per poter essere in qualche modo utile al mondo, dato che non aveva mai potuto vivere le esperienze dei suoi coetanei, che potevano divertirsi e andare a scuola, e non aveva potuto diventare presidente del consiglio studentesco come aveva sempre desiderato. Mentre Labrys condivide con la ragazza tali pensieri, d'improvviso una misteriosa voce le dice che può permetterle di scoprire il mondo che ha sempre desiderato scoprire, e così le mostra la Yasogami High e l'animata e allegra vita che gli studenti conducono e, dicendole che non avrebbe mai trovato un posto a cui appartenere dato che gli uomini l'avrebbero vista solo come un oggetto, la convince che anche lei sarebbe potuta essere umana, ma solo se avesse dimenticato tutto ciò che era stata, come del resto, afferma, fanno gli uomini che vogliono vivere in un'interminabile sogno, e molti dei quali sono molto meno capaci di lei di capire gli altri. In seguito a ciò ella si risveglia in un corpo umano, ed è diventata una studentessa della Yasogami High, nonché la presidentessa del consiglio scolastico; tutto ciò si rivela, però, ben presto un'illusione. 13 anni dopo la sua disattivazione, infatti, era stata scoperta dal Gruppo Kirijo diretto da Mitsuru, la quale aveva preso con sé la cabina entro cui era stata rinchiusa, ma durante il trasporto l'aereo viene dirottato e Labrys viene rapita, portata ad Inaba e gettata nel Mondo della Tv. La Yasogami dove, dunque, si è ritrovata è il suo dungeon, entro cui gli altri personaggi finiscono per partecipare al torneo P-1 Grand Prix, organizzato dal Generale Teddie. Labrys si imbatte una prima volta in Elizabeth che tenta di convincerla a risvegliarsi da tale illusione e, aprendo il Compendium, la fa tornare momentaneamente alla sua forma meccanica. Dopo un breve scontro, la donna la spinge a ricordare della vecchia promessa fatta, e una volta ritornata alla sua forma umana, Labrys viene attraversata dalle sue vecchie memorie, anche se tornerà a credere di essere la presidentessa del consiglio studentesco.
Durante gli eventi del gioco e del personaggio che si sarà scelto, Labrys dovrà col tempo confrontarsi con la realtà della sua esistenza e dopo aver affiancato il protagonista della storia (o essersi fatta inseguire da quello), con questo/questa giunge nella sala riunioni, dove si trova il Generale Teddie che si rivela in realtà l'Ombra di Labrys. Questo le rivela che il motivo per cui aveva organizzato quel torneo è perché lei voleva che gli altri tentassero di capire il tremendo dolore che ha dovuto provare a dover essere costretta a confrontarsi e distruggere le proprie sorelle (le cui anime e memorie risiedono nel suo Plume of Disk, e quindi compariranno in giro per la Yasogami High come studenti spettatori del P-1 Grand Prix), e che quindi sfruttando il suo potere di distorcere e confondere i sensi delle persone, aveva spinto i compagni del Team di Investigazione a combattersi a vicenda; tuttavia, afferma lo Shadow, questo suo tentativo è stato inutile dato che lei è da sola dato che nessuno potrà mai capire la propria sofferenza, ed è proprio perché ne è consapevole che ha fatto in modo di eliminare tutte le memorie riguardanti al suo passato, sul suo essere un robot, e perfino per il suo nome. Labrys tenta dunque di ribattere dichiarando di essere umana, ma il suo Shadow eliminerà l'illusione da cui era avvolta e la fa tornare alle sue sembianze vere robotiche, e quindi, disperata, ai tentativi di quello di provocarla alla fine cede e lo rinnegherà. L'Ombra, quindi, esplode in una fragorosa risata e accumulando potere acquisisce una sorta di Persona, Asterio, enorme toro dal corpo umano, e parte all'attacco. Dopo che quello viene sconfitto dal personaggio protagonista della modalità storia, Labrys, grazie anche all'aiuto di quest'ultimo, capisce di non essere più sola e riesce ad accettare la verità e risveglia finalmente il suo Persona Arianna.
Una volta usciti dal dungeon e arrivati nella zona principale del Mondo della Tv, qui stringe amicizia con tutti i membri del Team di Investigazione, e fa la conoscenza anche della "sorella" Aigis e gli altri membri della "Shadow Operatives", tra i quali Mitsuru che la rassicura che non la disattiverà nuovamente poiché è dotata di un cuore; d'improvviso, però, la mente di Labrys viene hackerata dal colpevole che l'aveva gettata nel Mondo della Tv e la spinge ad attaccare i suoi nuovi amici. Dopo essere stata nuovamente sconfitta dal protagonista della storia (oppure in seguito all'intervento di Fuuka Yamagishi) Labrys viene finalmente liberata. Uscita dal Mondo della Tv, il giorno dopo dunque, salutando gli amici del Team di Investigazione, afferma di aver deciso di unirsi alla "Shadow Operatives" per scoprire il colpevole che l'aveva rapita. Aigis, inoltre, durante il tragitto verso la sede del Gruppo Kirijo, le rivela che il desiderio che aveva espresso anni prima dinnanzi all'oceano si era realizzato: proprio su quel molo, infatti, Aigis aveva incontrato qualcuno a lei cara, grazie al quale aveva potuto abbandonare l'isola; inoltre, afferma, di volerla aiutare nella sua ricerca della loro "Madre".
Inizialmente creata esclusivamente come boss finale del gioco, sia lei che la sua Ombra sono stati successivamente aggiunti tra i personaggi selezionabili dal giocatore